# 오히야쥐
오히야쥐 또는 스리랑카이색쥐(Srilankamys ohiensis)는 쥐과에 속하는 설치류의 일종이다. 오히야쥐속(Srilankamys)의 유일종이다. 스리랑카에서만 발견된다.

## 특징
머리부터 몸까지 길이는 15~18cm, 꼬리 길이는 19~21cm이다. 상체는 푸르스름한 회색이고, 옆구리 쪽으로 갈수록 연한 누르스름한 회색이다. 하체는 순백색이다. 꼬리는 독특하며, 윗 면은 자주색이고 아랫 면은 흰색을 띠며 끝은 모두 둥글다. 머리는 비교적 크다. 귀는 크고, 안 쪽이 핑크색을 띤다. 눈은 작고 아몬드 형태이다. 주둥이는 핑크색이고, 발은 연한 색을 띤다.

## 계통 분류
다음은 2008년 레콤프테 등(Lecompte et al.)과 2016년 로우 등(Rowe et al.)의 연구에 기초한 계통 분류이다.

| 술라웨시가시쥐군 | 술라웨시가시쥐속, 가는뿌리쥐속, 술라웨시돼지코쥐속, 작은술라웨시땃쥐쥐속, 돼지코땃쥐쥐속, 서머술라웨시쥐속, 큰술라웨시땃쥐쥐속, 마마사물쥐속 |
|                  | 술라웨시가시쥐속, 가는뿌리쥐속, 술라웨시돼지코쥐속, 작은술라웨시땃쥐쥐속, 돼지코땃쥐쥐속, 서머술라웨시쥐속, 큰술라웨시땃쥐쥐속, 마마사물쥐속 |
|                  | \| 밀러드쥐군 \| 민도로나무타기쥐속, 페아나무쥐속, 밀러드쥐속, 긴꼬리자이언트쥐속, 흰배쥐속, 폴린석회암쥐속, 오히야쥐속, 다오반티엔석회암쥐속 \| \| \| 민도로나무타기쥐속, 페아나무쥐속, 밀러드쥐속, 긴꼬리자이언트쥐속, 흰배쥐속, 폴린석회암쥐속, 오히야쥐속, 다오반티엔석회암쥐속 \| \| 시궁쥐군 \| 루손넓은이빨쥐속, 반디쿠트쥐속, 흰이빨쥐속, 필리핀쥐속, 언덕쥐속, 류큐긴꼬리자이언트쥐속, 할마헤라쥐속, 소디나무쥐속, 코모도쥐속, 민다나오산악쥐속, 짧은꼬리반디쿠트쥐속, 스람쥐속, 팔라완부드러운털산악쥐속, 플로레스자이언트쥐속, 술라웨시자이언트쥐속, 플로레스긴코쥐속, 시궁쥐속, 자이언트순다쥐속, 셀레베스쥐속, 긴발쥐속, 루손짧은코쥐속 \| \| \| 루손넓은이빨쥐속, 반디쿠트쥐속, 흰이빨쥐속, 필리핀쥐속, 언덕쥐속, 류큐긴꼬리자이언트쥐속, 할마헤라쥐속, 소디나무쥐속, 코모도쥐속, 민다나오산악쥐속, 짧은꼬리반디쿠트쥐속, 스람쥐속, 팔라완부드러운털산악쥐속, 플로레스자이언트쥐속, 술라웨시자이언트쥐속, 플로레스긴코쥐속, 시궁쥐속, 자이언트순다쥐속, 셀레베스쥐속, 긴발쥐속, 루손짧은코쥐속 \| |
|                  | |
| 밀러드쥐군       | 민도로나무타기쥐속, 페아나무쥐속, 밀러드쥐속, 긴꼬리자이언트쥐속, 흰배쥐속, 폴린석회암쥐속, 오히야쥐속, 다오반티엔석회암쥐속 |
|                  | 민도로나무타기쥐속, 페아나무쥐속, 밀러드쥐속, 긴꼬리자이언트쥐속, 흰배쥐속, 폴린석회암쥐속, 오히야쥐속, 다오반티엔석회암쥐속 |
| 시궁쥐군         | 루손넓은이빨쥐속, 반디쿠트쥐속, 흰이빨쥐속, 필리핀쥐속, 언덕쥐속, 류큐긴꼬리자이언트쥐속, 할마헤라쥐속, 소디나무쥐속, 코모도쥐속, 민다나오산악쥐속, 짧은꼬리반디쿠트쥐속, 스람쥐속, 팔라완부드러운털산악쥐속, 플로레스자이언트쥐속, 술라웨시자이언트쥐속, 플로레스긴코쥐속, 시궁쥐속, 자이언트순다쥐속, 셀레베스쥐속, 긴발쥐속, 루손짧은코쥐속 |
|                  | 루손넓은이빨쥐속, 반디쿠트쥐속, 흰이빨쥐속, 필리핀쥐속, 언덕쥐속, 류큐긴꼬리자이언트쥐속, 할마헤라쥐속, 소디나무쥐속, 코모도쥐속, 민다나오산악쥐속, 짧은꼬리반디쿠트쥐속, 스람쥐속, 팔라완부드러운털산악쥐속, 플로레스자이언트쥐속, 술라웨시자이언트쥐속, 플로레스긴코쥐속, 시궁쥐속, 자이언트순다쥐속, 셀레베스쥐속, 긴발쥐속, 루손짧은코쥐속 |

| 밀러드쥐군 | 민도로나무타기쥐속, 페아나무쥐속, 밀러드쥐속, 긴꼬리자이언트쥐속, 흰배쥐속, 폴린석회암쥐속, 오히야쥐속, 다오반티엔석회암쥐속 |
|            | 민도로나무타기쥐속, 페아나무쥐속, 밀러드쥐속, 긴꼬리자이언트쥐속, 흰배쥐속, 폴린석회암쥐속, 오히야쥐속, 다오반티엔석회암쥐속 |
| 시궁쥐군   | 루손넓은이빨쥐속, 반디쿠트쥐속, 흰이빨쥐속, 필리핀쥐속, 언덕쥐속, 류큐긴꼬리자이언트쥐속, 할마헤라쥐속, 소디나무쥐속, 코모도쥐속, 민다나오산악쥐속, 짧은꼬리반디쿠트쥐속, 스람쥐속, 팔라완부드러운털산악쥐속, 플로레스자이언트쥐속, 술라웨시자이언트쥐속, 플로레스긴코쥐속, 시궁쥐속, 자이언트순다쥐속, 셀레베스쥐속, 긴발쥐속, 루손짧은코쥐속 |
|            | 루손넓은이빨쥐속, 반디쿠트쥐속, 흰이빨쥐속, 필리핀쥐속, 언덕쥐속, 류큐긴꼬리자이언트쥐속, 할마헤라쥐속, 소디나무쥐속, 코모도쥐속, 민다나오산악쥐속, 짧은꼬리반디쿠트쥐속, 스람쥐속, 팔라완부드러운털산악쥐속, 플로레스자이언트쥐속, 술라웨시자이언트쥐속, 플로레스긴코쥐속, 시궁쥐속, 자이언트순다쥐속, 셀레베스쥐속, 긴발쥐속, 루손짧은코쥐속 |

| 술라웨시가시쥐군 | 술라웨시가시쥐속, 가는뿌리쥐속, 술라웨시돼지코쥐속, 작은술라웨시땃쥐쥐속, 돼지코땃쥐쥐속, 서머술라웨시쥐속, 큰술라웨시땃쥐쥐속, 마마사물쥐속 |
|                  | 술라웨시가시쥐속, 가는뿌리쥐속, 술라웨시돼지코쥐속, 작은술라웨시땃쥐쥐속, 돼지코땃쥐쥐속, 서머술라웨시쥐속, 큰술라웨시땃쥐쥐속, 마마사물쥐속 |
|                  | \| 밀러드쥐군 \| 민도로나무타기쥐속, 페아나무쥐속, 밀러드쥐속, 긴꼬리자이언트쥐속, 흰배쥐속, 폴린석회암쥐속, 오히야쥐속, 다오반티엔석회암쥐속 \| \| \| 민도로나무타기쥐속, 페아나무쥐속, 밀러드쥐속, 긴꼬리자이언트쥐속, 흰배쥐속, 폴린석회암쥐속, 오히야쥐속, 다오반티엔석회암쥐속 \| \| 시궁쥐군 \| 루손넓은이빨쥐속, 반디쿠트쥐속, 흰이빨쥐속, 필리핀쥐속, 언덕쥐속, 류큐긴꼬리자이언트쥐속, 할마헤라쥐속, 소디나무쥐속, 코모도쥐속, 민다나오산악쥐속, 짧은꼬리반디쿠트쥐속, 스람쥐속, 팔라완부드러운털산악쥐속, 플로레스자이언트쥐속, 술라웨시자이언트쥐속, 플로레스긴코쥐속, 시궁쥐속, 자이언트순다쥐속, 셀레베스쥐속, 긴발쥐속, 루손짧은코쥐속 \| \| \| 루손넓은이빨쥐속, 반디쿠트쥐속, 흰이빨쥐속, 필리핀쥐속, 언덕쥐속, 류큐긴꼬리자이언트쥐속, 할마헤라쥐속, 소디나무쥐속, 코모도쥐속, 민다나오산악쥐속, 짧은꼬리반디쿠트쥐속, 스람쥐속, 팔라완부드러운털산악쥐속, 플로레스자이언트쥐속, 술라웨시자이언트쥐속, 플로레스긴코쥐속, 시궁쥐속, 자이언트순다쥐속, 셀레베스쥐속, 긴발쥐속, 루손짧은코쥐속 \| |
|                  | |
| 밀러드쥐군       | 민도로나무타기쥐속, 페아나무쥐속, 밀러드쥐속, 긴꼬리자이언트쥐속, 흰배쥐속, 폴린석회암쥐속, 오히야쥐속, 다오반티엔석회암쥐속 |
|                  | 민도로나무타기쥐속, 페아나무쥐속, 밀러드쥐속, 긴꼬리자이언트쥐속, 흰배쥐속, 폴린석회암쥐속, 오히야쥐속, 다오반티엔석회암쥐속 |
| 시궁쥐군         | 루손넓은이빨쥐속, 반디쿠트쥐속, 흰이빨쥐속, 필리핀쥐속, 언덕쥐속, 류큐긴꼬리자이언트쥐속, 할마헤라쥐속, 소디나무쥐속, 코모도쥐속, 민다나오산악쥐속, 짧은꼬리반디쿠트쥐속, 스람쥐속, 팔라완부드러운털산악쥐속, 플로레스자이언트쥐속, 술라웨시자이언트쥐속, 플로레스긴코쥐속, 시궁쥐속, 자이언트순다쥐속, 셀레베스쥐속, 긴발쥐속, 루손짧은코쥐속 |
|                  | 루손넓은이빨쥐속, 반디쿠트쥐속, 흰이빨쥐속, 필리핀쥐속, 언덕쥐속, 류큐긴꼬리자이언트쥐속, 할마헤라쥐속, 소디나무쥐속, 코모도쥐속, 민다나오산악쥐속, 짧은꼬리반디쿠트쥐속, 스람쥐속, 팔라완부드러운털산악쥐속, 플로레스자이언트쥐속, 술라웨시자이언트쥐속, 플로레스긴코쥐속, 시궁쥐속, 자이언트순다쥐속, 셀레베스쥐속, 긴발쥐속, 루손짧은코쥐속 |

| 밀러드쥐군 | 민도로나무타기쥐속, 페아나무쥐속, 밀러드쥐속, 긴꼬리자이언트쥐속, 흰배쥐속, 폴린석회암쥐속, 오히야쥐속, 다오반티엔석회암쥐속 |
|            | 민도로나무타기쥐속, 페아나무쥐속, 밀러드쥐속, 긴꼬리자이언트쥐속, 흰배쥐속, 폴린석회암쥐속, 오히야쥐속, 다오반티엔석회암쥐속 |
| 시궁쥐군   | 루손넓은이빨쥐속, 반디쿠트쥐속, 흰이빨쥐속, 필리핀쥐속, 언덕쥐속, 류큐긴꼬리자이언트쥐속, 할마헤라쥐속, 소디나무쥐속, 코모도쥐속, 민다나오산악쥐속, 짧은꼬리반디쿠트쥐속, 스람쥐속, 팔라완부드러운털산악쥐속, 플로레스자이언트쥐속, 술라웨시자이언트쥐속, 플로레스긴코쥐속, 시궁쥐속, 자이언트순다쥐속, 셀레베스쥐속, 긴발쥐속, 루손짧은코쥐속 |
|            | 루손넓은이빨쥐속, 반디쿠트쥐속, 흰이빨쥐속, 필리핀쥐속, 언덕쥐속, 류큐긴꼬리자이언트쥐속, 할마헤라쥐속, 소디나무쥐속, 코모도쥐속, 민다나오산악쥐속, 짧은꼬리반디쿠트쥐속, 스람쥐속, 팔라완부드러운털산악쥐속, 플로레스자이언트쥐속, 술라웨시자이언트쥐속, 플로레스긴코쥐속, 시궁쥐속, 자이언트순다쥐속, 셀레베스쥐속, 긴발쥐속, 루손짧은코쥐속 |

| 술라웨시가시쥐군 | 술라웨시가시쥐속, 가는뿌리쥐속, 술라웨시돼지코쥐속, 작은술라웨시땃쥐쥐속, 돼지코땃쥐쥐속, 서머술라웨시쥐속, 큰술라웨시땃쥐쥐속, 마마사물쥐속 |
|                  | 술라웨시가시쥐속, 가는뿌리쥐속, 술라웨시돼지코쥐속, 작은술라웨시땃쥐쥐속, 돼지코땃쥐쥐속, 서머술라웨시쥐속, 큰술라웨시땃쥐쥐속, 마마사물쥐속 |
|                  | \| 밀러드쥐군 \| 민도로나무타기쥐속, 페아나무쥐속, 밀러드쥐속, 긴꼬리자이언트쥐속, 흰배쥐속, 폴린석회암쥐속, 오히야쥐속, 다오반티엔석회암쥐속 \| \| \| 민도로나무타기쥐속, 페아나무쥐속, 밀러드쥐속, 긴꼬리자이언트쥐속, 흰배쥐속, 폴린석회암쥐속, 오히야쥐속, 다오반티엔석회암쥐속 \| \| 시궁쥐군 \| 루손넓은이빨쥐속, 반디쿠트쥐속, 흰이빨쥐속, 필리핀쥐속, 언덕쥐속, 류큐긴꼬리자이언트쥐속, 할마헤라쥐속, 소디나무쥐속, 코모도쥐속, 민다나오산악쥐속, 짧은꼬리반디쿠트쥐속, 스람쥐속, 팔라완부드러운털산악쥐속, 플로레스자이언트쥐속, 술라웨시자이언트쥐속, 플로레스긴코쥐속, 시궁쥐속, 자이언트순다쥐속, 셀레베스쥐속, 긴발쥐속, 루손짧은코쥐속 \| \| \| 루손넓은이빨쥐속, 반디쿠트쥐속, 흰이빨쥐속, 필리핀쥐속, 언덕쥐속, 류큐긴꼬리자이언트쥐속, 할마헤라쥐속, 소디나무쥐속, 코모도쥐속, 민다나오산악쥐속, 짧은꼬리반디쿠트쥐속, 스람쥐속, 팔라완부드러운털산악쥐속, 플로레스자이언트쥐속, 술라웨시자이언트쥐속, 플로레스긴코쥐속, 시궁쥐속, 자이언트순다쥐속, 셀레베스쥐속, 긴발쥐속, 루손짧은코쥐속 \| |
|                  | |
| 밀러드쥐군       | 민도로나무타기쥐속, 페아나무쥐속, 밀러드쥐속, 긴꼬리자이언트쥐속, 흰배쥐속, 폴린석회암쥐속, 오히야쥐속, 다오반티엔석회암쥐속 |
|                  | 민도로나무타기쥐속, 페아나무쥐속, 밀러드쥐속, 긴꼬리자이언트쥐속, 흰배쥐속, 폴린석회암쥐속, 오히야쥐속, 다오반티엔석회암쥐속 |
| 시궁쥐군         | 루손넓은이빨쥐속, 반디쿠트쥐속, 흰이빨쥐속, 필리핀쥐속, 언덕쥐속, 류큐긴꼬리자이언트쥐속, 할마헤라쥐속, 소디나무쥐속, 코모도쥐속, 민다나오산악쥐속, 짧은꼬리반디쿠트쥐속, 스람쥐속, 팔라완부드러운털산악쥐속, 플로레스자이언트쥐속, 술라웨시자이언트쥐속, 플로레스긴코쥐속, 시궁쥐속, 자이언트순다쥐속, 셀레베스쥐속, 긴발쥐속, 루손짧은코쥐속 |
|                  | 루손넓은이빨쥐속, 반디쿠트쥐속, 흰이빨쥐속, 필리핀쥐속, 언덕쥐속, 류큐긴꼬리자이언트쥐속, 할마헤라쥐속, 소디나무쥐속, 코모도쥐속, 민다나오산악쥐속, 짧은꼬리반디쿠트쥐속, 스람쥐속, 팔라완부드러운털산악쥐속, 플로레스자이언트쥐속, 술라웨시자이언트쥐속, 플로레스긴코쥐속, 시궁쥐속, 자이언트순다쥐속, 셀레베스쥐속, 긴발쥐속, 루손짧은코쥐속 |

| 밀러드쥐군 | 민도로나무타기쥐속, 페아나무쥐속, 밀러드쥐속, 긴꼬리자이언트쥐속, 흰배쥐속, 폴린석회암쥐속, 오히야쥐속, 다오반티엔석회암쥐속 |
|            | 민도로나무타기쥐속, 페아나무쥐속, 밀러드쥐속, 긴꼬리자이언트쥐속, 흰배쥐속, 폴린석회암쥐속, 오히야쥐속, 다오반티엔석회암쥐속 |
| 시궁쥐군   | 루손넓은이빨쥐속, 반디쿠트쥐속, 흰이빨쥐속, 필리핀쥐속, 언덕쥐속, 류큐긴꼬리자이언트쥐속, 할마헤라쥐속, 소디나무쥐속, 코모도쥐속, 민다나오산악쥐속, 짧은꼬리반디쿠트쥐속, 스람쥐속, 팔라완부드러운털산악쥐속, 플로레스자이언트쥐속, 술라웨시자이언트쥐속, 플로레스긴코쥐속, 시궁쥐속, 자이언트순다쥐속, 셀레베스쥐속, 긴발쥐속, 루손짧은코쥐속 |
|            | 루손넓은이빨쥐속, 반디쿠트쥐속, 흰이빨쥐속, 필리핀쥐속, 언덕쥐속, 류큐긴꼬리자이언트쥐속, 할마헤라쥐속, 소디나무쥐속, 코모도쥐속, 민다나오산악쥐속, 짧은꼬리반디쿠트쥐속, 스람쥐속, 팔라완부드러운털산악쥐속, 플로레스자이언트쥐속, 술라웨시자이언트쥐속, 플로레스긴코쥐속, 시궁쥐속, 자이언트순다쥐속, 셀레베스쥐속, 긴발쥐속, 루손짧은코쥐속 |

| 술라웨시가시쥐군 | 술라웨시가시쥐속, 가는뿌리쥐속, 술라웨시돼지코쥐속, 작은술라웨시땃쥐쥐속, 돼지코땃쥐쥐속, 서머술라웨시쥐속, 큰술라웨시땃쥐쥐속, 마마사물쥐속 |
|                  | 술라웨시가시쥐속, 가는뿌리쥐속, 술라웨시돼지코쥐속, 작은술라웨시땃쥐쥐속, 돼지코땃쥐쥐속, 서머술라웨시쥐속, 큰술라웨시땃쥐쥐속, 마마사물쥐속 |
|                  | \| 밀러드쥐군 \| 민도로나무타기쥐속, 페아나무쥐속, 밀러드쥐속, 긴꼬리자이언트쥐속, 흰배쥐속, 폴린석회암쥐속, 오히야쥐속, 다오반티엔석회암쥐속 \| \| \| 민도로나무타기쥐속, 페아나무쥐속, 밀러드쥐속, 긴꼬리자이언트쥐속, 흰배쥐속, 폴린석회암쥐속, 오히야쥐속, 다오반티엔석회암쥐속 \| \| 시궁쥐군 \| 루손넓은이빨쥐속, 반디쿠트쥐속, 흰이빨쥐속, 필리핀쥐속, 언덕쥐속, 류큐긴꼬리자이언트쥐속, 할마헤라쥐속, 소디나무쥐속, 코모도쥐속, 민다나오산악쥐속, 짧은꼬리반디쿠트쥐속, 스람쥐속, 팔라완부드러운털산악쥐속, 플로레스자이언트쥐속, 술라웨시자이언트쥐속, 플로레스긴코쥐속, 시궁쥐속, 자이언트순다쥐속, 셀레베스쥐속, 긴발쥐속, 루손짧은코쥐속 \| \| \| 루손넓은이빨쥐속, 반디쿠트쥐속, 흰이빨쥐속, 필리핀쥐속, 언덕쥐속, 류큐긴꼬리자이언트쥐속, 할마헤라쥐속, 소디나무쥐속, 코모도쥐속, 민다나오산악쥐속, 짧은꼬리반디쿠트쥐속, 스람쥐속, 팔라완부드러운털산악쥐속, 플로레스자이언트쥐속, 술라웨시자이언트쥐속, 플로레스긴코쥐속, 시궁쥐속, 자이언트순다쥐속, 셀레베스쥐속, 긴발쥐속, 루손짧은코쥐속 \| |
|                  | |
| 밀러드쥐군       | 민도로나무타기쥐속, 페아나무쥐속, 밀러드쥐속, 긴꼬리자이언트쥐속, 흰배쥐속, 폴린석회암쥐속, 오히야쥐속, 다오반티엔석회암쥐속 |
|                  | 민도로나무타기쥐속, 페아나무쥐속, 밀러드쥐속, 긴꼬리자이언트쥐속, 흰배쥐속, 폴린석회암쥐속, 오히야쥐속, 다오반티엔석회암쥐속 |
| 시궁쥐군         | 루손넓은이빨쥐속, 반디쿠트쥐속, 흰이빨쥐속, 필리핀쥐속, 언덕쥐속, 류큐긴꼬리자이언트쥐속, 할마헤라쥐속, 소디나무쥐속, 코모도쥐속, 민다나오산악쥐속, 짧은꼬리반디쿠트쥐속, 스람쥐속, 팔라완부드러운털산악쥐속, 플로레스자이언트쥐속, 술라웨시자이언트쥐속, 플로레스긴코쥐속, 시궁쥐속, 자이언트순다쥐속, 셀레베스쥐속, 긴발쥐속, 루손짧은코쥐속 |
|                  | 루손넓은이빨쥐속, 반디쿠트쥐속, 흰이빨쥐속, 필리핀쥐속, 언덕쥐속, 류큐긴꼬리자이언트쥐속, 할마헤라쥐속, 소디나무쥐속, 코모도쥐속, 민다나오산악쥐속, 짧은꼬리반디쿠트쥐속, 스람쥐속, 팔라완부드러운털산악쥐속, 플로레스자이언트쥐속, 술라웨시자이언트쥐속, 플로레스긴코쥐속, 시궁쥐속, 자이언트순다쥐속, 셀레베스쥐속, 긴발쥐속, 루손짧은코쥐속 |

| 밀러드쥐군 | 민도로나무타기쥐속, 페아나무쥐속, 밀러드쥐속, 긴꼬리자이언트쥐속, 흰배쥐속, 폴린석회암쥐속, 오히야쥐속, 다오반티엔석회암쥐속 |
|            | 민도로나무타기쥐속, 페아나무쥐속, 밀러드쥐속, 긴꼬리자이언트쥐속, 흰배쥐속, 폴린석회암쥐속, 오히야쥐속, 다오반티엔석회암쥐속 |
| 시궁쥐군   | 루손넓은이빨쥐속, 반디쿠트쥐속, 흰이빨쥐속, 필리핀쥐속, 언덕쥐속, 류큐긴꼬리자이언트쥐속, 할마헤라쥐속, 소디나무쥐속, 코모도쥐속, 민다나오산악쥐속, 짧은꼬리반디쿠트쥐속, 스람쥐속, 팔라완부드러운털산악쥐속, 플로레스자이언트쥐속, 술라웨시자이언트쥐속, 플로레스긴코쥐속, 시궁쥐속, 자이언트순다쥐속, 셀레베스쥐속, 긴발쥐속, 루손짧은코쥐속 |
|            | 루손넓은이빨쥐속, 반디쿠트쥐속, 흰이빨쥐속, 필리핀쥐속, 언덕쥐속, 류큐긴꼬리자이언트쥐속, 할마헤라쥐속, 소디나무쥐속, 코모도쥐속, 민다나오산악쥐속, 짧은꼬리반디쿠트쥐속, 스람쥐속, 팔라완부드러운털산악쥐속, 플로레스자이언트쥐속, 술라웨시자이언트쥐속, 플로레스긴코쥐속, 시궁쥐속, 자이언트순다쥐속, 셀레베스쥐속, 긴발쥐속, 루손짧은코쥐속 |

|                        | 쥐족(에티오피아등줄쥐속, 생쥐속) |
|                        | |
| 프라오미스족           | \| 아프리카물쥐군 \| 아프리카물쥐속, 에티오피아물쥐속, 넓은머리쥐속 \| \| \| 아프리카물쥐속, 에티오피아물쥐속, 넓은머리쥐속 \| \| 에티오피아좁은머리쥐군 \| 아프리카검은쥐속, 아프리카숲쥐속, 다유방쥐속, 베록스쥐속, 프라오미스속, 에티오피아좁은머리쥐속 \| \| \| 아프리카검은쥐속, 아프리카숲쥐속, 다유방쥐속, 베록스쥐속, 프라오미스속, 에티오피아좁은머리쥐속 \| |
|                        | \| 아프리카물쥐군 \| 아프리카물쥐속, 에티오피아물쥐속, 넓은머리쥐속 \| \| \| 아프리카물쥐속, 에티오피아물쥐속, 넓은머리쥐속 \| \| 에티오피아좁은머리쥐군 \| 아프리카검은쥐속, 아프리카숲쥐속, 다유방쥐속, 베록스쥐속, 프라오미스속, 에티오피아좁은머리쥐속 \| \| \| 아프리카검은쥐속, 아프리카숲쥐속, 다유방쥐속, 베록스쥐속, 프라오미스속, 에티오피아좁은머리쥐속 \| |
| 아프리카물쥐군         | 아프리카물쥐속, 에티오피아물쥐속, 넓은머리쥐속 |
|                        | 아프리카물쥐속, 에티오피아물쥐속, 넓은머리쥐속 |
| 에티오피아좁은머리쥐군 | 아프리카검은쥐속, 아프리카숲쥐속, 다유방쥐속, 베록스쥐속, 프라오미스속, 에티오피아좁은머리쥐속 |
|                        | 아프리카검은쥐속, 아프리카숲쥐속, 다유방쥐속, 베록스쥐속, 프라오미스속, 에티오피아좁은머리쥐속 |

| 아프리카물쥐군         | 아프리카물쥐속, 에티오피아물쥐속, 넓은머리쥐속                                                 |
|                        | 아프리카물쥐속, 에티오피아물쥐속, 넓은머리쥐속                                                 |
| 에티오피아좁은머리쥐군 | 아프리카검은쥐속, 아프리카숲쥐속, 다유방쥐속, 베록스쥐속, 프라오미스속, 에티오피아좁은머리쥐속 |
|                        | 아프리카검은쥐속, 아프리카숲쥐속, 다유방쥐속, 베록스쥐속, 프라오미스속, 에티오피아좁은머리쥐속 |

|          | 큰귀습지쥐족           |
|          |                        |
| 붉은쥐족 | 붉은쥐속, 류큐가시쥐속 |
|          | 붉은쥐속, 류큐가시쥐속 |

|                        | 쥐족(에티오피아등줄쥐속, 생쥐속) |
|                        | |
| 프라오미스족           | \| 아프리카물쥐군 \| 아프리카물쥐속, 에티오피아물쥐속, 넓은머리쥐속 \| \| \| 아프리카물쥐속, 에티오피아물쥐속, 넓은머리쥐속 \| \| 에티오피아좁은머리쥐군 \| 아프리카검은쥐속, 아프리카숲쥐속, 다유방쥐속, 베록스쥐속, 프라오미스속, 에티오피아좁은머리쥐속 \| \| \| 아프리카검은쥐속, 아프리카숲쥐속, 다유방쥐속, 베록스쥐속, 프라오미스속, 에티오피아좁은머리쥐속 \| |
|                        | \| 아프리카물쥐군 \| 아프리카물쥐속, 에티오피아물쥐속, 넓은머리쥐속 \| \| \| 아프리카물쥐속, 에티오피아물쥐속, 넓은머리쥐속 \| \| 에티오피아좁은머리쥐군 \| 아프리카검은쥐속, 아프리카숲쥐속, 다유방쥐속, 베록스쥐속, 프라오미스속, 에티오피아좁은머리쥐속 \| \| \| 아프리카검은쥐속, 아프리카숲쥐속, 다유방쥐속, 베록스쥐속, 프라오미스속, 에티오피아좁은머리쥐속 \| |
| 아프리카물쥐군         | 아프리카물쥐속, 에티오피아물쥐속, 넓은머리쥐속 |
|                        | 아프리카물쥐속, 에티오피아물쥐속, 넓은머리쥐속 |
| 에티오피아좁은머리쥐군 | 아프리카검은쥐속, 아프리카숲쥐속, 다유방쥐속, 베록스쥐속, 프라오미스속, 에티오피아좁은머리쥐속 |
|                        | 아프리카검은쥐속, 아프리카숲쥐속, 다유방쥐속, 베록스쥐속, 프라오미스속, 에티오피아좁은머리쥐속 |

| 아프리카물쥐군         | 아프리카물쥐속, 에티오피아물쥐속, 넓은머리쥐속                                                 |
|                        | 아프리카물쥐속, 에티오피아물쥐속, 넓은머리쥐속                                                 |
| 에티오피아좁은머리쥐군 | 아프리카검은쥐속, 아프리카숲쥐속, 다유방쥐속, 베록스쥐속, 프라오미스속, 에티오피아좁은머리쥐속 |
|                        | 아프리카검은쥐속, 아프리카숲쥐속, 다유방쥐속, 베록스쥐속, 프라오미스속, 에티오피아좁은머리쥐속 |

|          | 큰귀습지쥐족           |
|          |                        |
| 붉은쥐족 | 붉은쥐속, 류큐가시쥐속 |
|          | 붉은쥐속, 류큐가시쥐속 |

| 밀라르디아족 | 인도바위쥐속, 크럼프쥐속, 블랜포드쥐속, 밀라르디아속                                                                    |
|              | 인도바위쥐속, 크럼프쥐속, 블랜포드쥐속, 밀라르디아속                                                                    |
|              | \| \| 아프리카플라이쥐족(아프리카카루쥐속, 아프리카플라이쥐속, 휘파람쥐속) \| \| \| \| \| \| 아르비칸티스족 \| \| \| \| |
|              | |
|              | 아프리카플라이쥐족(아프리카카루쥐속, 아프리카플라이쥐속, 휘파람쥐속)                                                    |
|              | |
|              | 아르비칸티스족 |
|              | |

|  | 아프리카플라이쥐족(아프리카카루쥐속, 아프리카플라이쥐속, 휘파람쥐속) |
|  |                                                                      |
|  | 아르비칸티스족                                                       |
|  |                                                                      |

|                        | 쥐족(에티오피아등줄쥐속, 생쥐속) |
|                        | |
| 프라오미스족           | \| 아프리카물쥐군 \| 아프리카물쥐속, 에티오피아물쥐속, 넓은머리쥐속 \| \| \| 아프리카물쥐속, 에티오피아물쥐속, 넓은머리쥐속 \| \| 에티오피아좁은머리쥐군 \| 아프리카검은쥐속, 아프리카숲쥐속, 다유방쥐속, 베록스쥐속, 프라오미스속, 에티오피아좁은머리쥐속 \| \| \| 아프리카검은쥐속, 아프리카숲쥐속, 다유방쥐속, 베록스쥐속, 프라오미스속, 에티오피아좁은머리쥐속 \| |
|                        | \| 아프리카물쥐군 \| 아프리카물쥐속, 에티오피아물쥐속, 넓은머리쥐속 \| \| \| 아프리카물쥐속, 에티오피아물쥐속, 넓은머리쥐속 \| \| 에티오피아좁은머리쥐군 \| 아프리카검은쥐속, 아프리카숲쥐속, 다유방쥐속, 베록스쥐속, 프라오미스속, 에티오피아좁은머리쥐속 \| \| \| 아프리카검은쥐속, 아프리카숲쥐속, 다유방쥐속, 베록스쥐속, 프라오미스속, 에티오피아좁은머리쥐속 \| |
| 아프리카물쥐군         | 아프리카물쥐속, 에티오피아물쥐속, 넓은머리쥐속 |
|                        | 아프리카물쥐속, 에티오피아물쥐속, 넓은머리쥐속 |
| 에티오피아좁은머리쥐군 | 아프리카검은쥐속, 아프리카숲쥐속, 다유방쥐속, 베록스쥐속, 프라오미스속, 에티오피아좁은머리쥐속 |
|                        | 아프리카검은쥐속, 아프리카숲쥐속, 다유방쥐속, 베록스쥐속, 프라오미스속, 에티오피아좁은머리쥐속 |

| 아프리카물쥐군         | 아프리카물쥐속, 에티오피아물쥐속, 넓은머리쥐속                                                 |
|                        | 아프리카물쥐속, 에티오피아물쥐속, 넓은머리쥐속                                                 |
| 에티오피아좁은머리쥐군 | 아프리카검은쥐속, 아프리카숲쥐속, 다유방쥐속, 베록스쥐속, 프라오미스속, 에티오피아좁은머리쥐속 |
|                        | 아프리카검은쥐속, 아프리카숲쥐속, 다유방쥐속, 베록스쥐속, 프라오미스속, 에티오피아좁은머리쥐속 |

|          | 큰귀습지쥐족           |
|          |                        |
| 붉은쥐족 | 붉은쥐속, 류큐가시쥐속 |
|          | 붉은쥐속, 류큐가시쥐속 |

|                        | 쥐족(에티오피아등줄쥐속, 생쥐속) |
|                        | |
| 프라오미스족           | \| 아프리카물쥐군 \| 아프리카물쥐속, 에티오피아물쥐속, 넓은머리쥐속 \| \| \| 아프리카물쥐속, 에티오피아물쥐속, 넓은머리쥐속 \| \| 에티오피아좁은머리쥐군 \| 아프리카검은쥐속, 아프리카숲쥐속, 다유방쥐속, 베록스쥐속, 프라오미스속, 에티오피아좁은머리쥐속 \| \| \| 아프리카검은쥐속, 아프리카숲쥐속, 다유방쥐속, 베록스쥐속, 프라오미스속, 에티오피아좁은머리쥐속 \| |
|                        | \| 아프리카물쥐군 \| 아프리카물쥐속, 에티오피아물쥐속, 넓은머리쥐속 \| \| \| 아프리카물쥐속, 에티오피아물쥐속, 넓은머리쥐속 \| \| 에티오피아좁은머리쥐군 \| 아프리카검은쥐속, 아프리카숲쥐속, 다유방쥐속, 베록스쥐속, 프라오미스속, 에티오피아좁은머리쥐속 \| \| \| 아프리카검은쥐속, 아프리카숲쥐속, 다유방쥐속, 베록스쥐속, 프라오미스속, 에티오피아좁은머리쥐속 \| |
| 아프리카물쥐군         | 아프리카물쥐속, 에티오피아물쥐속, 넓은머리쥐속 |
|                        | 아프리카물쥐속, 에티오피아물쥐속, 넓은머리쥐속 |
| 에티오피아좁은머리쥐군 | 아프리카검은쥐속, 아프리카숲쥐속, 다유방쥐속, 베록스쥐속, 프라오미스속, 에티오피아좁은머리쥐속 |
|                        | 아프리카검은쥐속, 아프리카숲쥐속, 다유방쥐속, 베록스쥐속, 프라오미스속, 에티오피아좁은머리쥐속 |

| 아프리카물쥐군         | 아프리카물쥐속, 에티오피아물쥐속, 넓은머리쥐속                                                 |
|                        | 아프리카물쥐속, 에티오피아물쥐속, 넓은머리쥐속                                                 |
| 에티오피아좁은머리쥐군 | 아프리카검은쥐속, 아프리카숲쥐속, 다유방쥐속, 베록스쥐속, 프라오미스속, 에티오피아좁은머리쥐속 |
|                        | 아프리카검은쥐속, 아프리카숲쥐속, 다유방쥐속, 베록스쥐속, 프라오미스속, 에티오피아좁은머리쥐속 |

|          | 큰귀습지쥐족           |
|          |                        |
| 붉은쥐족 | 붉은쥐속, 류큐가시쥐속 |
|          | 붉은쥐속, 류큐가시쥐속 |

| 밀라르디아족 | 인도바위쥐속, 크럼프쥐속, 블랜포드쥐속, 밀라르디아속                                                                    |
|              | 인도바위쥐속, 크럼프쥐속, 블랜포드쥐속, 밀라르디아속                                                                    |
|              | \| \| 아프리카플라이쥐족(아프리카카루쥐속, 아프리카플라이쥐속, 휘파람쥐속) \| \| \| \| \| \| 아르비칸티스족 \| \| \| \| |
|              | |
|              | 아프리카플라이쥐족(아프리카카루쥐속, 아프리카플라이쥐속, 휘파람쥐속)                                                    |
|              | |
|              | 아르비칸티스족 |
|              | |

|  | 아프리카플라이쥐족(아프리카카루쥐속, 아프리카플라이쥐속, 휘파람쥐속) |
|  |                                                                      |
|  | 아르비칸티스족                                                       |
|  |                                                                      |

|                        | 쥐족(에티오피아등줄쥐속, 생쥐속) |
|                        | |
| 프라오미스족           | \| 아프리카물쥐군 \| 아프리카물쥐속, 에티오피아물쥐속, 넓은머리쥐속 \| \| \| 아프리카물쥐속, 에티오피아물쥐속, 넓은머리쥐속 \| \| 에티오피아좁은머리쥐군 \| 아프리카검은쥐속, 아프리카숲쥐속, 다유방쥐속, 베록스쥐속, 프라오미스속, 에티오피아좁은머리쥐속 \| \| \| 아프리카검은쥐속, 아프리카숲쥐속, 다유방쥐속, 베록스쥐속, 프라오미스속, 에티오피아좁은머리쥐속 \| |
|                        | \| 아프리카물쥐군 \| 아프리카물쥐속, 에티오피아물쥐속, 넓은머리쥐속 \| \| \| 아프리카물쥐속, 에티오피아물쥐속, 넓은머리쥐속 \| \| 에티오피아좁은머리쥐군 \| 아프리카검은쥐속, 아프리카숲쥐속, 다유방쥐속, 베록스쥐속, 프라오미스속, 에티오피아좁은머리쥐속 \| \| \| 아프리카검은쥐속, 아프리카숲쥐속, 다유방쥐속, 베록스쥐속, 프라오미스속, 에티오피아좁은머리쥐속 \| |
| 아프리카물쥐군         | 아프리카물쥐속, 에티오피아물쥐속, 넓은머리쥐속 |
|                        | 아프리카물쥐속, 에티오피아물쥐속, 넓은머리쥐속 |
| 에티오피아좁은머리쥐군 | 아프리카검은쥐속, 아프리카숲쥐속, 다유방쥐속, 베록스쥐속, 프라오미스속, 에티오피아좁은머리쥐속 |
|                        | 아프리카검은쥐속, 아프리카숲쥐속, 다유방쥐속, 베록스쥐속, 프라오미스속, 에티오피아좁은머리쥐속 |

| 아프리카물쥐군         | 아프리카물쥐속, 에티오피아물쥐속, 넓은머리쥐속                                                 |
|                        | 아프리카물쥐속, 에티오피아물쥐속, 넓은머리쥐속                                                 |
| 에티오피아좁은머리쥐군 | 아프리카검은쥐속, 아프리카숲쥐속, 다유방쥐속, 베록스쥐속, 프라오미스속, 에티오피아좁은머리쥐속 |
|                        | 아프리카검은쥐속, 아프리카숲쥐속, 다유방쥐속, 베록스쥐속, 프라오미스속, 에티오피아좁은머리쥐속 |

|          | 큰귀습지쥐족           |
|          |                        |
| 붉은쥐족 | 붉은쥐속, 류큐가시쥐속 |
|          | 붉은쥐속, 류큐가시쥐속 |

|                        | 쥐족(에티오피아등줄쥐속, 생쥐속) |
|                        | |
| 프라오미스족           | \| 아프리카물쥐군 \| 아프리카물쥐속, 에티오피아물쥐속, 넓은머리쥐속 \| \| \| 아프리카물쥐속, 에티오피아물쥐속, 넓은머리쥐속 \| \| 에티오피아좁은머리쥐군 \| 아프리카검은쥐속, 아프리카숲쥐속, 다유방쥐속, 베록스쥐속, 프라오미스속, 에티오피아좁은머리쥐속 \| \| \| 아프리카검은쥐속, 아프리카숲쥐속, 다유방쥐속, 베록스쥐속, 프라오미스속, 에티오피아좁은머리쥐속 \| |
|                        | \| 아프리카물쥐군 \| 아프리카물쥐속, 에티오피아물쥐속, 넓은머리쥐속 \| \| \| 아프리카물쥐속, 에티오피아물쥐속, 넓은머리쥐속 \| \| 에티오피아좁은머리쥐군 \| 아프리카검은쥐속, 아프리카숲쥐속, 다유방쥐속, 베록스쥐속, 프라오미스속, 에티오피아좁은머리쥐속 \| \| \| 아프리카검은쥐속, 아프리카숲쥐속, 다유방쥐속, 베록스쥐속, 프라오미스속, 에티오피아좁은머리쥐속 \| |
| 아프리카물쥐군         | 아프리카물쥐속, 에티오피아물쥐속, 넓은머리쥐속 |
|                        | 아프리카물쥐속, 에티오피아물쥐속, 넓은머리쥐속 |
| 에티오피아좁은머리쥐군 | 아프리카검은쥐속, 아프리카숲쥐속, 다유방쥐속, 베록스쥐속, 프라오미스속, 에티오피아좁은머리쥐속 |
|                        | 아프리카검은쥐속, 아프리카숲쥐속, 다유방쥐속, 베록스쥐속, 프라오미스속, 에티오피아좁은머리쥐속 |

| 아프리카물쥐군         | 아프리카물쥐속, 에티오피아물쥐속, 넓은머리쥐속                                                 |
|                        | 아프리카물쥐속, 에티오피아물쥐속, 넓은머리쥐속                                                 |
| 에티오피아좁은머리쥐군 | 아프리카검은쥐속, 아프리카숲쥐속, 다유방쥐속, 베록스쥐속, 프라오미스속, 에티오피아좁은머리쥐속 |
|                        | 아프리카검은쥐속, 아프리카숲쥐속, 다유방쥐속, 베록스쥐속, 프라오미스속, 에티오피아좁은머리쥐속 |

|          | 큰귀습지쥐족           |
|          |                        |
| 붉은쥐족 | 붉은쥐속, 류큐가시쥐속 |
|          | 붉은쥐속, 류큐가시쥐속 |

| 밀라르디아족 | 인도바위쥐속, 크럼프쥐속, 블랜포드쥐속, 밀라르디아속                                                                    |
|              | 인도바위쥐속, 크럼프쥐속, 블랜포드쥐속, 밀라르디아속                                                                    |
|              | \| \| 아프리카플라이쥐족(아프리카카루쥐속, 아프리카플라이쥐속, 휘파람쥐속) \| \| \| \| \| \| 아르비칸티스족 \| \| \| \| |
|              | |
|              | 아프리카플라이쥐족(아프리카카루쥐속, 아프리카플라이쥐속, 휘파람쥐속)                                                    |
|              | |
|              | 아르비칸티스족 |
|              | |

|  | 아프리카플라이쥐족(아프리카카루쥐속, 아프리카플라이쥐속, 휘파람쥐속) |
|  |                                                                      |
|  | 아르비칸티스족                                                       |
|  |                                                                      |

|                        | 쥐족(에티오피아등줄쥐속, 생쥐속) |
|                        | |
| 프라오미스족           | \| 아프리카물쥐군 \| 아프리카물쥐속, 에티오피아물쥐속, 넓은머리쥐속 \| \| \| 아프리카물쥐속, 에티오피아물쥐속, 넓은머리쥐속 \| \| 에티오피아좁은머리쥐군 \| 아프리카검은쥐속, 아프리카숲쥐속, 다유방쥐속, 베록스쥐속, 프라오미스속, 에티오피아좁은머리쥐속 \| \| \| 아프리카검은쥐속, 아프리카숲쥐속, 다유방쥐속, 베록스쥐속, 프라오미스속, 에티오피아좁은머리쥐속 \| |
|                        | \| 아프리카물쥐군 \| 아프리카물쥐속, 에티오피아물쥐속, 넓은머리쥐속 \| \| \| 아프리카물쥐속, 에티오피아물쥐속, 넓은머리쥐속 \| \| 에티오피아좁은머리쥐군 \| 아프리카검은쥐속, 아프리카숲쥐속, 다유방쥐속, 베록스쥐속, 프라오미스속, 에티오피아좁은머리쥐속 \| \| \| 아프리카검은쥐속, 아프리카숲쥐속, 다유방쥐속, 베록스쥐속, 프라오미스속, 에티오피아좁은머리쥐속 \| |
| 아프리카물쥐군         | 아프리카물쥐속, 에티오피아물쥐속, 넓은머리쥐속 |
|                        | 아프리카물쥐속, 에티오피아물쥐속, 넓은머리쥐속 |
| 에티오피아좁은머리쥐군 | 아프리카검은쥐속, 아프리카숲쥐속, 다유방쥐속, 베록스쥐속, 프라오미스속, 에티오피아좁은머리쥐속 |
|                        | 아프리카검은쥐속, 아프리카숲쥐속, 다유방쥐속, 베록스쥐속, 프라오미스속, 에티오피아좁은머리쥐속 |

| 아프리카물쥐군         | 아프리카물쥐속, 에티오피아물쥐속, 넓은머리쥐속                                                 |
|                        | 아프리카물쥐속, 에티오피아물쥐속, 넓은머리쥐속                                                 |
| 에티오피아좁은머리쥐군 | 아프리카검은쥐속, 아프리카숲쥐속, 다유방쥐속, 베록스쥐속, 프라오미스속, 에티오피아좁은머리쥐속 |
|                        | 아프리카검은쥐속, 아프리카숲쥐속, 다유방쥐속, 베록스쥐속, 프라오미스속, 에티오피아좁은머리쥐속 |

|          | 큰귀습지쥐족           |
|          |                        |
| 붉은쥐족 | 붉은쥐속, 류큐가시쥐속 |
|          | 붉은쥐속, 류큐가시쥐속 |

|                        | 쥐족(에티오피아등줄쥐속, 생쥐속) |
|                        | |
| 프라오미스족           | \| 아프리카물쥐군 \| 아프리카물쥐속, 에티오피아물쥐속, 넓은머리쥐속 \| \| \| 아프리카물쥐속, 에티오피아물쥐속, 넓은머리쥐속 \| \| 에티오피아좁은머리쥐군 \| 아프리카검은쥐속, 아프리카숲쥐속, 다유방쥐속, 베록스쥐속, 프라오미스속, 에티오피아좁은머리쥐속 \| \| \| 아프리카검은쥐속, 아프리카숲쥐속, 다유방쥐속, 베록스쥐속, 프라오미스속, 에티오피아좁은머리쥐속 \| |
|                        | \| 아프리카물쥐군 \| 아프리카물쥐속, 에티오피아물쥐속, 넓은머리쥐속 \| \| \| 아프리카물쥐속, 에티오피아물쥐속, 넓은머리쥐속 \| \| 에티오피아좁은머리쥐군 \| 아프리카검은쥐속, 아프리카숲쥐속, 다유방쥐속, 베록스쥐속, 프라오미스속, 에티오피아좁은머리쥐속 \| \| \| 아프리카검은쥐속, 아프리카숲쥐속, 다유방쥐속, 베록스쥐속, 프라오미스속, 에티오피아좁은머리쥐속 \| |
| 아프리카물쥐군         | 아프리카물쥐속, 에티오피아물쥐속, 넓은머리쥐속 |
|                        | 아프리카물쥐속, 에티오피아물쥐속, 넓은머리쥐속 |
| 에티오피아좁은머리쥐군 | 아프리카검은쥐속, 아프리카숲쥐속, 다유방쥐속, 베록스쥐속, 프라오미스속, 에티오피아좁은머리쥐속 |
|                        | 아프리카검은쥐속, 아프리카숲쥐속, 다유방쥐속, 베록스쥐속, 프라오미스속, 에티오피아좁은머리쥐속 |

| 아프리카물쥐군         | 아프리카물쥐속, 에티오피아물쥐속, 넓은머리쥐속                                                 |
|                        | 아프리카물쥐속, 에티오피아물쥐속, 넓은머리쥐속                                                 |
| 에티오피아좁은머리쥐군 | 아프리카검은쥐속, 아프리카숲쥐속, 다유방쥐속, 베록스쥐속, 프라오미스속, 에티오피아좁은머리쥐속 |
|                        | 아프리카검은쥐속, 아프리카숲쥐속, 다유방쥐속, 베록스쥐속, 프라오미스속, 에티오피아좁은머리쥐속 |

|          | 큰귀습지쥐족           |
|          |                        |
| 붉은쥐족 | 붉은쥐속, 류큐가시쥐속 |
|          | 붉은쥐속, 류큐가시쥐속 |

| 밀라르디아족 | 인도바위쥐속, 크럼프쥐속, 블랜포드쥐속, 밀라르디아속                                                                    |
|              | 인도바위쥐속, 크럼프쥐속, 블랜포드쥐속, 밀라르디아속                                                                    |
|              | \| \| 아프리카플라이쥐족(아프리카카루쥐속, 아프리카플라이쥐속, 휘파람쥐속) \| \| \| \| \| \| 아르비칸티스족 \| \| \| \| |
|              | |
|              | 아프리카플라이쥐족(아프리카카루쥐속, 아프리카플라이쥐속, 휘파람쥐속)                                                    |
|              | |
|              | 아르비칸티스족 |
|              | |

|  | 아프리카플라이쥐족(아프리카카루쥐속, 아프리카플라이쥐속, 휘파람쥐속) |
|  |                                                                      |
|  | 아르비칸티스족                                                       |
|  |                                                                      |

| 술라웨시가시쥐군 | 술라웨시가시쥐속, 가는뿌리쥐속, 술라웨시돼지코쥐속, 작은술라웨시땃쥐쥐속, 돼지코땃쥐쥐속, 서머술라웨시쥐속, 큰술라웨시땃쥐쥐속, 마마사물쥐속 |
|                  | 술라웨시가시쥐속, 가는뿌리쥐속, 술라웨시돼지코쥐속, 작은술라웨시땃쥐쥐속, 돼지코땃쥐쥐속, 서머술라웨시쥐속, 큰술라웨시땃쥐쥐속, 마마사물쥐속 |
|                  | \| 밀러드쥐군 \| 민도로나무타기쥐속, 페아나무쥐속, 밀러드쥐속, 긴꼬리자이언트쥐속, 흰배쥐속, 폴린석회암쥐속, 오히야쥐속, 다오반티엔석회암쥐속 \| \| \| 민도로나무타기쥐속, 페아나무쥐속, 밀러드쥐속, 긴꼬리자이언트쥐속, 흰배쥐속, 폴린석회암쥐속, 오히야쥐속, 다오반티엔석회암쥐속 \| \| 시궁쥐군 \| 루손넓은이빨쥐속, 반디쿠트쥐속, 흰이빨쥐속, 필리핀쥐속, 언덕쥐속, 류큐긴꼬리자이언트쥐속, 할마헤라쥐속, 소디나무쥐속, 코모도쥐속, 민다나오산악쥐속, 짧은꼬리반디쿠트쥐속, 스람쥐속, 팔라완부드러운털산악쥐속, 플로레스자이언트쥐속, 술라웨시자이언트쥐속, 플로레스긴코쥐속, 시궁쥐속, 자이언트순다쥐속, 셀레베스쥐속, 긴발쥐속, 루손짧은코쥐속 \| \| \| 루손넓은이빨쥐속, 반디쿠트쥐속, 흰이빨쥐속, 필리핀쥐속, 언덕쥐속, 류큐긴꼬리자이언트쥐속, 할마헤라쥐속, 소디나무쥐속, 코모도쥐속, 민다나오산악쥐속, 짧은꼬리반디쿠트쥐속, 스람쥐속, 팔라완부드러운털산악쥐속, 플로레스자이언트쥐속, 술라웨시자이언트쥐속, 플로레스긴코쥐속, 시궁쥐속, 자이언트순다쥐속, 셀레베스쥐속, 긴발쥐속, 루손짧은코쥐속 \| |
|                  | |
| 밀러드쥐군       | 민도로나무타기쥐속, 페아나무쥐속, 밀러드쥐속, 긴꼬리자이언트쥐속, 흰배쥐속, 폴린석회암쥐속, 오히야쥐속, 다오반티엔석회암쥐속 |
|                  | 민도로나무타기쥐속, 페아나무쥐속, 밀러드쥐속, 긴꼬리자이언트쥐속, 흰배쥐속, 폴린석회암쥐속, 오히야쥐속, 다오반티엔석회암쥐속 |
| 시궁쥐군         | 루손넓은이빨쥐속, 반디쿠트쥐속, 흰이빨쥐속, 필리핀쥐속, 언덕쥐속, 류큐긴꼬리자이언트쥐속, 할마헤라쥐속, 소디나무쥐속, 코모도쥐속, 민다나오산악쥐속, 짧은꼬리반디쿠트쥐속, 스람쥐속, 팔라완부드러운털산악쥐속, 플로레스자이언트쥐속, 술라웨시자이언트쥐속, 플로레스긴코쥐속, 시궁쥐속, 자이언트순다쥐속, 셀레베스쥐속, 긴발쥐속, 루손짧은코쥐속 |
|                  | 루손넓은이빨쥐속, 반디쿠트쥐속, 흰이빨쥐속, 필리핀쥐속, 언덕쥐속, 류큐긴꼬리자이언트쥐속, 할마헤라쥐속, 소디나무쥐속, 코모도쥐속, 민다나오산악쥐속, 짧은꼬리반디쿠트쥐속, 스람쥐속, 팔라완부드러운털산악쥐속, 플로레스자이언트쥐속, 술라웨시자이언트쥐속, 플로레스긴코쥐속, 시궁쥐속, 자이언트순다쥐속, 셀레베스쥐속, 긴발쥐속, 루손짧은코쥐속 |

| 밀러드쥐군 | 민도로나무타기쥐속, 페아나무쥐속, 밀러드쥐속, 긴꼬리자이언트쥐속, 흰배쥐속, 폴린석회암쥐속, 오히야쥐속, 다오반티엔석회암쥐속 |
|            | 민도로나무타기쥐속, 페아나무쥐속, 밀러드쥐속, 긴꼬리자이언트쥐속, 흰배쥐속, 폴린석회암쥐속, 오히야쥐속, 다오반티엔석회암쥐속 |
| 시궁쥐군   | 루손넓은이빨쥐속, 반디쿠트쥐속, 흰이빨쥐속, 필리핀쥐속, 언덕쥐속, 류큐긴꼬리자이언트쥐속, 할마헤라쥐속, 소디나무쥐속, 코모도쥐속, 민다나오산악쥐속, 짧은꼬리반디쿠트쥐속, 스람쥐속, 팔라완부드러운털산악쥐속, 플로레스자이언트쥐속, 술라웨시자이언트쥐속, 플로레스긴코쥐속, 시궁쥐속, 자이언트순다쥐속, 셀레베스쥐속, 긴발쥐속, 루손짧은코쥐속 |
|            | 루손넓은이빨쥐속, 반디쿠트쥐속, 흰이빨쥐속, 필리핀쥐속, 언덕쥐속, 류큐긴꼬리자이언트쥐속, 할마헤라쥐속, 소디나무쥐속, 코모도쥐속, 민다나오산악쥐속, 짧은꼬리반디쿠트쥐속, 스람쥐속, 팔라완부드러운털산악쥐속, 플로레스자이언트쥐속, 술라웨시자이언트쥐속, 플로레스긴코쥐속, 시궁쥐속, 자이언트순다쥐속, 셀레베스쥐속, 긴발쥐속, 루손짧은코쥐속 |

| 술라웨시가시쥐군 | 술라웨시가시쥐속, 가는뿌리쥐속, 술라웨시돼지코쥐속, 작은술라웨시땃쥐쥐속, 돼지코땃쥐쥐속, 서머술라웨시쥐속, 큰술라웨시땃쥐쥐속, 마마사물쥐속 |
|                  | 술라웨시가시쥐속, 가는뿌리쥐속, 술라웨시돼지코쥐속, 작은술라웨시땃쥐쥐속, 돼지코땃쥐쥐속, 서머술라웨시쥐속, 큰술라웨시땃쥐쥐속, 마마사물쥐속 |
|                  | \| 밀러드쥐군 \| 민도로나무타기쥐속, 페아나무쥐속, 밀러드쥐속, 긴꼬리자이언트쥐속, 흰배쥐속, 폴린석회암쥐속, 오히야쥐속, 다오반티엔석회암쥐속 \| \| \| 민도로나무타기쥐속, 페아나무쥐속, 밀러드쥐속, 긴꼬리자이언트쥐속, 흰배쥐속, 폴린석회암쥐속, 오히야쥐속, 다오반티엔석회암쥐속 \| \| 시궁쥐군 \| 루손넓은이빨쥐속, 반디쿠트쥐속, 흰이빨쥐속, 필리핀쥐속, 언덕쥐속, 류큐긴꼬리자이언트쥐속, 할마헤라쥐속, 소디나무쥐속, 코모도쥐속, 민다나오산악쥐속, 짧은꼬리반디쿠트쥐속, 스람쥐속, 팔라완부드러운털산악쥐속, 플로레스자이언트쥐속, 술라웨시자이언트쥐속, 플로레스긴코쥐속, 시궁쥐속, 자이언트순다쥐속, 셀레베스쥐속, 긴발쥐속, 루손짧은코쥐속 \| \| \| 루손넓은이빨쥐속, 반디쿠트쥐속, 흰이빨쥐속, 필리핀쥐속, 언덕쥐속, 류큐긴꼬리자이언트쥐속, 할마헤라쥐속, 소디나무쥐속, 코모도쥐속, 민다나오산악쥐속, 짧은꼬리반디쿠트쥐속, 스람쥐속, 팔라완부드러운털산악쥐속, 플로레스자이언트쥐속, 술라웨시자이언트쥐속, 플로레스긴코쥐속, 시궁쥐속, 자이언트순다쥐속, 셀레베스쥐속, 긴발쥐속, 루손짧은코쥐속 \| |
|                  | |
| 밀러드쥐군       | 민도로나무타기쥐속, 페아나무쥐속, 밀러드쥐속, 긴꼬리자이언트쥐속, 흰배쥐속, 폴린석회암쥐속, 오히야쥐속, 다오반티엔석회암쥐속 |
|                  | 민도로나무타기쥐속, 페아나무쥐속, 밀러드쥐속, 긴꼬리자이언트쥐속, 흰배쥐속, 폴린석회암쥐속, 오히야쥐속, 다오반티엔석회암쥐속 |
| 시궁쥐군         | 루손넓은이빨쥐속, 반디쿠트쥐속, 흰이빨쥐속, 필리핀쥐속, 언덕쥐속, 류큐긴꼬리자이언트쥐속, 할마헤라쥐속, 소디나무쥐속, 코모도쥐속, 민다나오산악쥐속, 짧은꼬리반디쿠트쥐속, 스람쥐속, 팔라완부드러운털산악쥐속, 플로레스자이언트쥐속, 술라웨시자이언트쥐속, 플로레스긴코쥐속, 시궁쥐속, 자이언트순다쥐속, 셀레베스쥐속, 긴발쥐속, 루손짧은코쥐속 |
|                  | 루손넓은이빨쥐속, 반디쿠트쥐속, 흰이빨쥐속, 필리핀쥐속, 언덕쥐속, 류큐긴꼬리자이언트쥐속, 할마헤라쥐속, 소디나무쥐속, 코모도쥐속, 민다나오산악쥐속, 짧은꼬리반디쿠트쥐속, 스람쥐속, 팔라완부드러운털산악쥐속, 플로레스자이언트쥐속, 술라웨시자이언트쥐속, 플로레스긴코쥐속, 시궁쥐속, 자이언트순다쥐속, 셀레베스쥐속, 긴발쥐속, 루손짧은코쥐속 |

| 밀러드쥐군 | 민도로나무타기쥐속, 페아나무쥐속, 밀러드쥐속, 긴꼬리자이언트쥐속, 흰배쥐속, 폴린석회암쥐속, 오히야쥐속, 다오반티엔석회암쥐속 |
|            | 민도로나무타기쥐속, 페아나무쥐속, 밀러드쥐속, 긴꼬리자이언트쥐속, 흰배쥐속, 폴린석회암쥐속, 오히야쥐속, 다오반티엔석회암쥐속 |
| 시궁쥐군   | 루손넓은이빨쥐속, 반디쿠트쥐속, 흰이빨쥐속, 필리핀쥐속, 언덕쥐속, 류큐긴꼬리자이언트쥐속, 할마헤라쥐속, 소디나무쥐속, 코모도쥐속, 민다나오산악쥐속, 짧은꼬리반디쿠트쥐속, 스람쥐속, 팔라완부드러운털산악쥐속, 플로레스자이언트쥐속, 술라웨시자이언트쥐속, 플로레스긴코쥐속, 시궁쥐속, 자이언트순다쥐속, 셀레베스쥐속, 긴발쥐속, 루손짧은코쥐속 |
|            | 루손넓은이빨쥐속, 반디쿠트쥐속, 흰이빨쥐속, 필리핀쥐속, 언덕쥐속, 류큐긴꼬리자이언트쥐속, 할마헤라쥐속, 소디나무쥐속, 코모도쥐속, 민다나오산악쥐속, 짧은꼬리반디쿠트쥐속, 스람쥐속, 팔라완부드러운털산악쥐속, 플로레스자이언트쥐속, 술라웨시자이언트쥐속, 플로레스긴코쥐속, 시궁쥐속, 자이언트순다쥐속, 셀레베스쥐속, 긴발쥐속, 루손짧은코쥐속 |

| 술라웨시가시쥐군 | 술라웨시가시쥐속, 가는뿌리쥐속, 술라웨시돼지코쥐속, 작은술라웨시땃쥐쥐속, 돼지코땃쥐쥐속, 서머술라웨시쥐속, 큰술라웨시땃쥐쥐속, 마마사물쥐속 |
|                  | 술라웨시가시쥐속, 가는뿌리쥐속, 술라웨시돼지코쥐속, 작은술라웨시땃쥐쥐속, 돼지코땃쥐쥐속, 서머술라웨시쥐속, 큰술라웨시땃쥐쥐속, 마마사물쥐속 |
|                  | \| 밀러드쥐군 \| 민도로나무타기쥐속, 페아나무쥐속, 밀러드쥐속, 긴꼬리자이언트쥐속, 흰배쥐속, 폴린석회암쥐속, 오히야쥐속, 다오반티엔석회암쥐속 \| \| \| 민도로나무타기쥐속, 페아나무쥐속, 밀러드쥐속, 긴꼬리자이언트쥐속, 흰배쥐속, 폴린석회암쥐속, 오히야쥐속, 다오반티엔석회암쥐속 \| \| 시궁쥐군 \| 루손넓은이빨쥐속, 반디쿠트쥐속, 흰이빨쥐속, 필리핀쥐속, 언덕쥐속, 류큐긴꼬리자이언트쥐속, 할마헤라쥐속, 소디나무쥐속, 코모도쥐속, 민다나오산악쥐속, 짧은꼬리반디쿠트쥐속, 스람쥐속, 팔라완부드러운털산악쥐속, 플로레스자이언트쥐속, 술라웨시자이언트쥐속, 플로레스긴코쥐속, 시궁쥐속, 자이언트순다쥐속, 셀레베스쥐속, 긴발쥐속, 루손짧은코쥐속 \| \| \| 루손넓은이빨쥐속, 반디쿠트쥐속, 흰이빨쥐속, 필리핀쥐속, 언덕쥐속, 류큐긴꼬리자이언트쥐속, 할마헤라쥐속, 소디나무쥐속, 코모도쥐속, 민다나오산악쥐속, 짧은꼬리반디쿠트쥐속, 스람쥐속, 팔라완부드러운털산악쥐속, 플로레스자이언트쥐속, 술라웨시자이언트쥐속, 플로레스긴코쥐속, 시궁쥐속, 자이언트순다쥐속, 셀레베스쥐속, 긴발쥐속, 루손짧은코쥐속 \| |
|                  | |
| 밀러드쥐군       | 민도로나무타기쥐속, 페아나무쥐속, 밀러드쥐속, 긴꼬리자이언트쥐속, 흰배쥐속, 폴린석회암쥐속, 오히야쥐속, 다오반티엔석회암쥐속 |
|                  | 민도로나무타기쥐속, 페아나무쥐속, 밀러드쥐속, 긴꼬리자이언트쥐속, 흰배쥐속, 폴린석회암쥐속, 오히야쥐속, 다오반티엔석회암쥐속 |
| 시궁쥐군         | 루손넓은이빨쥐속, 반디쿠트쥐속, 흰이빨쥐속, 필리핀쥐속, 언덕쥐속, 류큐긴꼬리자이언트쥐속, 할마헤라쥐속, 소디나무쥐속, 코모도쥐속, 민다나오산악쥐속, 짧은꼬리반디쿠트쥐속, 스람쥐속, 팔라완부드러운털산악쥐속, 플로레스자이언트쥐속, 술라웨시자이언트쥐속, 플로레스긴코쥐속, 시궁쥐속, 자이언트순다쥐속, 셀레베스쥐속, 긴발쥐속, 루손짧은코쥐속 |
|                  | 루손넓은이빨쥐속, 반디쿠트쥐속, 흰이빨쥐속, 필리핀쥐속, 언덕쥐속, 류큐긴꼬리자이언트쥐속, 할마헤라쥐속, 소디나무쥐속, 코모도쥐속, 민다나오산악쥐속, 짧은꼬리반디쿠트쥐속, 스람쥐속, 팔라완부드러운털산악쥐속, 플로레스자이언트쥐속, 술라웨시자이언트쥐속, 플로레스긴코쥐속, 시궁쥐속, 자이언트순다쥐속, 셀레베스쥐속, 긴발쥐속, 루손짧은코쥐속 |

| 밀러드쥐군 | 민도로나무타기쥐속, 페아나무쥐속, 밀러드쥐속, 긴꼬리자이언트쥐속, 흰배쥐속, 폴린석회암쥐속, 오히야쥐속, 다오반티엔석회암쥐속 |
|            | 민도로나무타기쥐속, 페아나무쥐속, 밀러드쥐속, 긴꼬리자이언트쥐속, 흰배쥐속, 폴린석회암쥐속, 오히야쥐속, 다오반티엔석회암쥐속 |
| 시궁쥐군   | 루손넓은이빨쥐속, 반디쿠트쥐속, 흰이빨쥐속, 필리핀쥐속, 언덕쥐속, 류큐긴꼬리자이언트쥐속, 할마헤라쥐속, 소디나무쥐속, 코모도쥐속, 민다나오산악쥐속, 짧은꼬리반디쿠트쥐속, 스람쥐속, 팔라완부드러운털산악쥐속, 플로레스자이언트쥐속, 술라웨시자이언트쥐속, 플로레스긴코쥐속, 시궁쥐속, 자이언트순다쥐속, 셀레베스쥐속, 긴발쥐속, 루손짧은코쥐속 |
|            | 루손넓은이빨쥐속, 반디쿠트쥐속, 흰이빨쥐속, 필리핀쥐속, 언덕쥐속, 류큐긴꼬리자이언트쥐속, 할마헤라쥐속, 소디나무쥐속, 코모도쥐속, 민다나오산악쥐속, 짧은꼬리반디쿠트쥐속, 스람쥐속, 팔라완부드러운털산악쥐속, 플로레스자이언트쥐속, 술라웨시자이언트쥐속, 플로레스긴코쥐속, 시궁쥐속, 자이언트순다쥐속, 셀레베스쥐속, 긴발쥐속, 루손짧은코쥐속 |

| 술라웨시가시쥐군 | 술라웨시가시쥐속, 가는뿌리쥐속, 술라웨시돼지코쥐속, 작은술라웨시땃쥐쥐속, 돼지코땃쥐쥐속, 서머술라웨시쥐속, 큰술라웨시땃쥐쥐속, 마마사물쥐속 |
|                  | 술라웨시가시쥐속, 가는뿌리쥐속, 술라웨시돼지코쥐속, 작은술라웨시땃쥐쥐속, 돼지코땃쥐쥐속, 서머술라웨시쥐속, 큰술라웨시땃쥐쥐속, 마마사물쥐속 |
|                  | \| 밀러드쥐군 \| 민도로나무타기쥐속, 페아나무쥐속, 밀러드쥐속, 긴꼬리자이언트쥐속, 흰배쥐속, 폴린석회암쥐속, 오히야쥐속, 다오반티엔석회암쥐속 \| \| \| 민도로나무타기쥐속, 페아나무쥐속, 밀러드쥐속, 긴꼬리자이언트쥐속, 흰배쥐속, 폴린석회암쥐속, 오히야쥐속, 다오반티엔석회암쥐속 \| \| 시궁쥐군 \| 루손넓은이빨쥐속, 반디쿠트쥐속, 흰이빨쥐속, 필리핀쥐속, 언덕쥐속, 류큐긴꼬리자이언트쥐속, 할마헤라쥐속, 소디나무쥐속, 코모도쥐속, 민다나오산악쥐속, 짧은꼬리반디쿠트쥐속, 스람쥐속, 팔라완부드러운털산악쥐속, 플로레스자이언트쥐속, 술라웨시자이언트쥐속, 플로레스긴코쥐속, 시궁쥐속, 자이언트순다쥐속, 셀레베스쥐속, 긴발쥐속, 루손짧은코쥐속 \| \| \| 루손넓은이빨쥐속, 반디쿠트쥐속, 흰이빨쥐속, 필리핀쥐속, 언덕쥐속, 류큐긴꼬리자이언트쥐속, 할마헤라쥐속, 소디나무쥐속, 코모도쥐속, 민다나오산악쥐속, 짧은꼬리반디쿠트쥐속, 스람쥐속, 팔라완부드러운털산악쥐속, 플로레스자이언트쥐속, 술라웨시자이언트쥐속, 플로레스긴코쥐속, 시궁쥐속, 자이언트순다쥐속, 셀레베스쥐속, 긴발쥐속, 루손짧은코쥐속 \| |
|                  | |
| 밀러드쥐군       | 민도로나무타기쥐속, 페아나무쥐속, 밀러드쥐속, 긴꼬리자이언트쥐속, 흰배쥐속, 폴린석회암쥐속, 오히야쥐속, 다오반티엔석회암쥐속 |
|                  | 민도로나무타기쥐속, 페아나무쥐속, 밀러드쥐속, 긴꼬리자이언트쥐속, 흰배쥐속, 폴린석회암쥐속, 오히야쥐속, 다오반티엔석회암쥐속 |
| 시궁쥐군         | 루손넓은이빨쥐속, 반디쿠트쥐속, 흰이빨쥐속, 필리핀쥐속, 언덕쥐속, 류큐긴꼬리자이언트쥐속, 할마헤라쥐속, 소디나무쥐속, 코모도쥐속, 민다나오산악쥐속, 짧은꼬리반디쿠트쥐속, 스람쥐속, 팔라완부드러운털산악쥐속, 플로레스자이언트쥐속, 술라웨시자이언트쥐속, 플로레스긴코쥐속, 시궁쥐속, 자이언트순다쥐속, 셀레베스쥐속, 긴발쥐속, 루손짧은코쥐속 |
|                  | 루손넓은이빨쥐속, 반디쿠트쥐속, 흰이빨쥐속, 필리핀쥐속, 언덕쥐속, 류큐긴꼬리자이언트쥐속, 할마헤라쥐속, 소디나무쥐속, 코모도쥐속, 민다나오산악쥐속, 짧은꼬리반디쿠트쥐속, 스람쥐속, 팔라완부드러운털산악쥐속, 플로레스자이언트쥐속, 술라웨시자이언트쥐속, 플로레스긴코쥐속, 시궁쥐속, 자이언트순다쥐속, 셀레베스쥐속, 긴발쥐속, 루손짧은코쥐속 |

| 밀러드쥐군 | 민도로나무타기쥐속, 페아나무쥐속, 밀러드쥐속, 긴꼬리자이언트쥐속, 흰배쥐속, 폴린석회암쥐속, 오히야쥐속, 다오반티엔석회암쥐속 |
|            | 민도로나무타기쥐속, 페아나무쥐속, 밀러드쥐속, 긴꼬리자이언트쥐속, 흰배쥐속, 폴린석회암쥐속, 오히야쥐속, 다오반티엔석회암쥐속 |
| 시궁쥐군   | 루손넓은이빨쥐속, 반디쿠트쥐속, 흰이빨쥐속, 필리핀쥐속, 언덕쥐속, 류큐긴꼬리자이언트쥐속, 할마헤라쥐속, 소디나무쥐속, 코모도쥐속, 민다나오산악쥐속, 짧은꼬리반디쿠트쥐속, 스람쥐속, 팔라완부드러운털산악쥐속, 플로레스자이언트쥐속, 술라웨시자이언트쥐속, 플로레스긴코쥐속, 시궁쥐속, 자이언트순다쥐속, 셀레베스쥐속, 긴발쥐속, 루손짧은코쥐속 |
|            | 루손넓은이빨쥐속, 반디쿠트쥐속, 흰이빨쥐속, 필리핀쥐속, 언덕쥐속, 류큐긴꼬리자이언트쥐속, 할마헤라쥐속, 소디나무쥐속, 코모도쥐속, 민다나오산악쥐속, 짧은꼬리반디쿠트쥐속, 스람쥐속, 팔라완부드러운털산악쥐속, 플로레스자이언트쥐속, 술라웨시자이언트쥐속, 플로레스긴코쥐속, 시궁쥐속, 자이언트순다쥐속, 셀레베스쥐속, 긴발쥐속, 루손짧은코쥐속 |

|                        | 쥐족(에티오피아등줄쥐속, 생쥐속) |
|                        | |
| 프라오미스족           | \| 아프리카물쥐군 \| 아프리카물쥐속, 에티오피아물쥐속, 넓은머리쥐속 \| \| \| 아프리카물쥐속, 에티오피아물쥐속, 넓은머리쥐속 \| \| 에티오피아좁은머리쥐군 \| 아프리카검은쥐속, 아프리카숲쥐속, 다유방쥐속, 베록스쥐속, 프라오미스속, 에티오피아좁은머리쥐속 \| \| \| 아프리카검은쥐속, 아프리카숲쥐속, 다유방쥐속, 베록스쥐속, 프라오미스속, 에티오피아좁은머리쥐속 \| |
|                        | \| 아프리카물쥐군 \| 아프리카물쥐속, 에티오피아물쥐속, 넓은머리쥐속 \| \| \| 아프리카물쥐속, 에티오피아물쥐속, 넓은머리쥐속 \| \| 에티오피아좁은머리쥐군 \| 아프리카검은쥐속, 아프리카숲쥐속, 다유방쥐속, 베록스쥐속, 프라오미스속, 에티오피아좁은머리쥐속 \| \| \| 아프리카검은쥐속, 아프리카숲쥐속, 다유방쥐속, 베록스쥐속, 프라오미스속, 에티오피아좁은머리쥐속 \| |
| 아프리카물쥐군         | 아프리카물쥐속, 에티오피아물쥐속, 넓은머리쥐속 |
|                        | 아프리카물쥐속, 에티오피아물쥐속, 넓은머리쥐속 |
| 에티오피아좁은머리쥐군 | 아프리카검은쥐속, 아프리카숲쥐속, 다유방쥐속, 베록스쥐속, 프라오미스속, 에티오피아좁은머리쥐속 |
|                        | 아프리카검은쥐속, 아프리카숲쥐속, 다유방쥐속, 베록스쥐속, 프라오미스속, 에티오피아좁은머리쥐속 |

| 아프리카물쥐군         | 아프리카물쥐속, 에티오피아물쥐속, 넓은머리쥐속                                                 |
|                        | 아프리카물쥐속, 에티오피아물쥐속, 넓은머리쥐속                                                 |
| 에티오피아좁은머리쥐군 | 아프리카검은쥐속, 아프리카숲쥐속, 다유방쥐속, 베록스쥐속, 프라오미스속, 에티오피아좁은머리쥐속 |
|                        | 아프리카검은쥐속, 아프리카숲쥐속, 다유방쥐속, 베록스쥐속, 프라오미스속, 에티오피아좁은머리쥐속 |

|          | 큰귀습지쥐족           |
|          |                        |
| 붉은쥐족 | 붉은쥐속, 류큐가시쥐속 |
|          | 붉은쥐속, 류큐가시쥐속 |

|                        | 쥐족(에티오피아등줄쥐속, 생쥐속) |
|                        | |
| 프라오미스족           | \| 아프리카물쥐군 \| 아프리카물쥐속, 에티오피아물쥐속, 넓은머리쥐속 \| \| \| 아프리카물쥐속, 에티오피아물쥐속, 넓은머리쥐속 \| \| 에티오피아좁은머리쥐군 \| 아프리카검은쥐속, 아프리카숲쥐속, 다유방쥐속, 베록스쥐속, 프라오미스속, 에티오피아좁은머리쥐속 \| \| \| 아프리카검은쥐속, 아프리카숲쥐속, 다유방쥐속, 베록스쥐속, 프라오미스속, 에티오피아좁은머리쥐속 \| |
|                        | \| 아프리카물쥐군 \| 아프리카물쥐속, 에티오피아물쥐속, 넓은머리쥐속 \| \| \| 아프리카물쥐속, 에티오피아물쥐속, 넓은머리쥐속 \| \| 에티오피아좁은머리쥐군 \| 아프리카검은쥐속, 아프리카숲쥐속, 다유방쥐속, 베록스쥐속, 프라오미스속, 에티오피아좁은머리쥐속 \| \| \| 아프리카검은쥐속, 아프리카숲쥐속, 다유방쥐속, 베록스쥐속, 프라오미스속, 에티오피아좁은머리쥐속 \| |
| 아프리카물쥐군         | 아프리카물쥐속, 에티오피아물쥐속, 넓은머리쥐속 |
|                        | 아프리카물쥐속, 에티오피아물쥐속, 넓은머리쥐속 |
| 에티오피아좁은머리쥐군 | 아프리카검은쥐속, 아프리카숲쥐속, 다유방쥐속, 베록스쥐속, 프라오미스속, 에티오피아좁은머리쥐속 |
|                        | 아프리카검은쥐속, 아프리카숲쥐속, 다유방쥐속, 베록스쥐속, 프라오미스속, 에티오피아좁은머리쥐속 |

| 아프리카물쥐군         | 아프리카물쥐속, 에티오피아물쥐속, 넓은머리쥐속                                                 |
|                        | 아프리카물쥐속, 에티오피아물쥐속, 넓은머리쥐속                                                 |
| 에티오피아좁은머리쥐군 | 아프리카검은쥐속, 아프리카숲쥐속, 다유방쥐속, 베록스쥐속, 프라오미스속, 에티오피아좁은머리쥐속 |
|                        | 아프리카검은쥐속, 아프리카숲쥐속, 다유방쥐속, 베록스쥐속, 프라오미스속, 에티오피아좁은머리쥐속 |

|          | 큰귀습지쥐족           |
|          |                        |
| 붉은쥐족 | 붉은쥐속, 류큐가시쥐속 |
|          | 붉은쥐속, 류큐가시쥐속 |

| 밀라르디아족 | 인도바위쥐속, 크럼프쥐속, 블랜포드쥐속, 밀라르디아속                                                                    |
|              | 인도바위쥐속, 크럼프쥐속, 블랜포드쥐속, 밀라르디아속                                                                    |
|              | \| \| 아프리카플라이쥐족(아프리카카루쥐속, 아프리카플라이쥐속, 휘파람쥐속) \| \| \| \| \| \| 아르비칸티스족 \| \| \| \| |
|              | |
|              | 아프리카플라이쥐족(아프리카카루쥐속, 아프리카플라이쥐속, 휘파람쥐속)                                                    |
|              | |
|              | 아르비칸티스족 |
|              | |

|  | 아프리카플라이쥐족(아프리카카루쥐속, 아프리카플라이쥐속, 휘파람쥐속) |
|  |                                                                      |
|  | 아르비칸티스족                                                       |
|  |                                                                      |

|                        | 쥐족(에티오피아등줄쥐속, 생쥐속) |
|                        | |
| 프라오미스족           | \| 아프리카물쥐군 \| 아프리카물쥐속, 에티오피아물쥐속, 넓은머리쥐속 \| \| \| 아프리카물쥐속, 에티오피아물쥐속, 넓은머리쥐속 \| \| 에티오피아좁은머리쥐군 \| 아프리카검은쥐속, 아프리카숲쥐속, 다유방쥐속, 베록스쥐속, 프라오미스속, 에티오피아좁은머리쥐속 \| \| \| 아프리카검은쥐속, 아프리카숲쥐속, 다유방쥐속, 베록스쥐속, 프라오미스속, 에티오피아좁은머리쥐속 \| |
|                        | \| 아프리카물쥐군 \| 아프리카물쥐속, 에티오피아물쥐속, 넓은머리쥐속 \| \| \| 아프리카물쥐속, 에티오피아물쥐속, 넓은머리쥐속 \| \| 에티오피아좁은머리쥐군 \| 아프리카검은쥐속, 아프리카숲쥐속, 다유방쥐속, 베록스쥐속, 프라오미스속, 에티오피아좁은머리쥐속 \| \| \| 아프리카검은쥐속, 아프리카숲쥐속, 다유방쥐속, 베록스쥐속, 프라오미스속, 에티오피아좁은머리쥐속 \| |
| 아프리카물쥐군         | 아프리카물쥐속, 에티오피아물쥐속, 넓은머리쥐속 |
|                        | 아프리카물쥐속, 에티오피아물쥐속, 넓은머리쥐속 |
| 에티오피아좁은머리쥐군 | 아프리카검은쥐속, 아프리카숲쥐속, 다유방쥐속, 베록스쥐속, 프라오미스속, 에티오피아좁은머리쥐속 |
|                        | 아프리카검은쥐속, 아프리카숲쥐속, 다유방쥐속, 베록스쥐속, 프라오미스속, 에티오피아좁은머리쥐속 |

| 아프리카물쥐군         | 아프리카물쥐속, 에티오피아물쥐속, 넓은머리쥐속                                                 |
|                        | 아프리카물쥐속, 에티오피아물쥐속, 넓은머리쥐속                                                 |
| 에티오피아좁은머리쥐군 | 아프리카검은쥐속, 아프리카숲쥐속, 다유방쥐속, 베록스쥐속, 프라오미스속, 에티오피아좁은머리쥐속 |
|                        | 아프리카검은쥐속, 아프리카숲쥐속, 다유방쥐속, 베록스쥐속, 프라오미스속, 에티오피아좁은머리쥐속 |

|          | 큰귀습지쥐족           |
|          |                        |
| 붉은쥐족 | 붉은쥐속, 류큐가시쥐속 |
|          | 붉은쥐속, 류큐가시쥐속 |

|                        | 쥐족(에티오피아등줄쥐속, 생쥐속) |
|                        | |
| 프라오미스족           | \| 아프리카물쥐군 \| 아프리카물쥐속, 에티오피아물쥐속, 넓은머리쥐속 \| \| \| 아프리카물쥐속, 에티오피아물쥐속, 넓은머리쥐속 \| \| 에티오피아좁은머리쥐군 \| 아프리카검은쥐속, 아프리카숲쥐속, 다유방쥐속, 베록스쥐속, 프라오미스속, 에티오피아좁은머리쥐속 \| \| \| 아프리카검은쥐속, 아프리카숲쥐속, 다유방쥐속, 베록스쥐속, 프라오미스속, 에티오피아좁은머리쥐속 \| |
|                        | \| 아프리카물쥐군 \| 아프리카물쥐속, 에티오피아물쥐속, 넓은머리쥐속 \| \| \| 아프리카물쥐속, 에티오피아물쥐속, 넓은머리쥐속 \| \| 에티오피아좁은머리쥐군 \| 아프리카검은쥐속, 아프리카숲쥐속, 다유방쥐속, 베록스쥐속, 프라오미스속, 에티오피아좁은머리쥐속 \| \| \| 아프리카검은쥐속, 아프리카숲쥐속, 다유방쥐속, 베록스쥐속, 프라오미스속, 에티오피아좁은머리쥐속 \| |
| 아프리카물쥐군         | 아프리카물쥐속, 에티오피아물쥐속, 넓은머리쥐속 |
|                        | 아프리카물쥐속, 에티오피아물쥐속, 넓은머리쥐속 |
| 에티오피아좁은머리쥐군 | 아프리카검은쥐속, 아프리카숲쥐속, 다유방쥐속, 베록스쥐속, 프라오미스속, 에티오피아좁은머리쥐속 |
|                        | 아프리카검은쥐속, 아프리카숲쥐속, 다유방쥐속, 베록스쥐속, 프라오미스속, 에티오피아좁은머리쥐속 |

| 아프리카물쥐군         | 아프리카물쥐속, 에티오피아물쥐속, 넓은머리쥐속                                                 |
|                        | 아프리카물쥐속, 에티오피아물쥐속, 넓은머리쥐속                                                 |
| 에티오피아좁은머리쥐군 | 아프리카검은쥐속, 아프리카숲쥐속, 다유방쥐속, 베록스쥐속, 프라오미스속, 에티오피아좁은머리쥐속 |
|                        | 아프리카검은쥐속, 아프리카숲쥐속, 다유방쥐속, 베록스쥐속, 프라오미스속, 에티오피아좁은머리쥐속 |

|          | 큰귀습지쥐족           |
|          |                        |
| 붉은쥐족 | 붉은쥐속, 류큐가시쥐속 |
|          | 붉은쥐속, 류큐가시쥐속 |

| 밀라르디아족 | 인도바위쥐속, 크럼프쥐속, 블랜포드쥐속, 밀라르디아속                                                                    |
|              | 인도바위쥐속, 크럼프쥐속, 블랜포드쥐속, 밀라르디아속                                                                    |
|              | \| \| 아프리카플라이쥐족(아프리카카루쥐속, 아프리카플라이쥐속, 휘파람쥐속) \| \| \| \| \| \| 아르비칸티스족 \| \| \| \| |
|              | |
|              | 아프리카플라이쥐족(아프리카카루쥐속, 아프리카플라이쥐속, 휘파람쥐속)                                                    |
|              | |
|              | 아르비칸티스족 |
|              | |

|  | 아프리카플라이쥐족(아프리카카루쥐속, 아프리카플라이쥐속, 휘파람쥐속) |
|  |                                                                      |
|  | 아르비칸티스족                                                       |
|  |                                                                      |

|                        | 쥐족(에티오피아등줄쥐속, 생쥐속) |
|                        | |
| 프라오미스족           | \| 아프리카물쥐군 \| 아프리카물쥐속, 에티오피아물쥐속, 넓은머리쥐속 \| \| \| 아프리카물쥐속, 에티오피아물쥐속, 넓은머리쥐속 \| \| 에티오피아좁은머리쥐군 \| 아프리카검은쥐속, 아프리카숲쥐속, 다유방쥐속, 베록스쥐속, 프라오미스속, 에티오피아좁은머리쥐속 \| \| \| 아프리카검은쥐속, 아프리카숲쥐속, 다유방쥐속, 베록스쥐속, 프라오미스속, 에티오피아좁은머리쥐속 \| |
|                        | \| 아프리카물쥐군 \| 아프리카물쥐속, 에티오피아물쥐속, 넓은머리쥐속 \| \| \| 아프리카물쥐속, 에티오피아물쥐속, 넓은머리쥐속 \| \| 에티오피아좁은머리쥐군 \| 아프리카검은쥐속, 아프리카숲쥐속, 다유방쥐속, 베록스쥐속, 프라오미스속, 에티오피아좁은머리쥐속 \| \| \| 아프리카검은쥐속, 아프리카숲쥐속, 다유방쥐속, 베록스쥐속, 프라오미스속, 에티오피아좁은머리쥐속 \| |
| 아프리카물쥐군         | 아프리카물쥐속, 에티오피아물쥐속, 넓은머리쥐속 |
|                        | 아프리카물쥐속, 에티오피아물쥐속, 넓은머리쥐속 |
| 에티오피아좁은머리쥐군 | 아프리카검은쥐속, 아프리카숲쥐속, 다유방쥐속, 베록스쥐속, 프라오미스속, 에티오피아좁은머리쥐속 |
|                        | 아프리카검은쥐속, 아프리카숲쥐속, 다유방쥐속, 베록스쥐속, 프라오미스속, 에티오피아좁은머리쥐속 |

| 아프리카물쥐군         | 아프리카물쥐속, 에티오피아물쥐속, 넓은머리쥐속                                                 |
|                        | 아프리카물쥐속, 에티오피아물쥐속, 넓은머리쥐속                                                 |
| 에티오피아좁은머리쥐군 | 아프리카검은쥐속, 아프리카숲쥐속, 다유방쥐속, 베록스쥐속, 프라오미스속, 에티오피아좁은머리쥐속 |
|                        | 아프리카검은쥐속, 아프리카숲쥐속, 다유방쥐속, 베록스쥐속, 프라오미스속, 에티오피아좁은머리쥐속 |

|          | 큰귀습지쥐족           |
|          |                        |
| 붉은쥐족 | 붉은쥐속, 류큐가시쥐속 |
|          | 붉은쥐속, 류큐가시쥐속 |

|                        | 쥐족(에티오피아등줄쥐속, 생쥐속) |
|                        | |
| 프라오미스족           | \| 아프리카물쥐군 \| 아프리카물쥐속, 에티오피아물쥐속, 넓은머리쥐속 \| \| \| 아프리카물쥐속, 에티오피아물쥐속, 넓은머리쥐속 \| \| 에티오피아좁은머리쥐군 \| 아프리카검은쥐속, 아프리카숲쥐속, 다유방쥐속, 베록스쥐속, 프라오미스속, 에티오피아좁은머리쥐속 \| \| \| 아프리카검은쥐속, 아프리카숲쥐속, 다유방쥐속, 베록스쥐속, 프라오미스속, 에티오피아좁은머리쥐속 \| |
|                        | \| 아프리카물쥐군 \| 아프리카물쥐속, 에티오피아물쥐속, 넓은머리쥐속 \| \| \| 아프리카물쥐속, 에티오피아물쥐속, 넓은머리쥐속 \| \| 에티오피아좁은머리쥐군 \| 아프리카검은쥐속, 아프리카숲쥐속, 다유방쥐속, 베록스쥐속, 프라오미스속, 에티오피아좁은머리쥐속 \| \| \| 아프리카검은쥐속, 아프리카숲쥐속, 다유방쥐속, 베록스쥐속, 프라오미스속, 에티오피아좁은머리쥐속 \| |
| 아프리카물쥐군         | 아프리카물쥐속, 에티오피아물쥐속, 넓은머리쥐속 |
|                        | 아프리카물쥐속, 에티오피아물쥐속, 넓은머리쥐속 |
| 에티오피아좁은머리쥐군 | 아프리카검은쥐속, 아프리카숲쥐속, 다유방쥐속, 베록스쥐속, 프라오미스속, 에티오피아좁은머리쥐속 |
|                        | 아프리카검은쥐속, 아프리카숲쥐속, 다유방쥐속, 베록스쥐속, 프라오미스속, 에티오피아좁은머리쥐속 |

| 아프리카물쥐군         | 아프리카물쥐속, 에티오피아물쥐속, 넓은머리쥐속                                                 |
|                        | 아프리카물쥐속, 에티오피아물쥐속, 넓은머리쥐속                                                 |
| 에티오피아좁은머리쥐군 | 아프리카검은쥐속, 아프리카숲쥐속, 다유방쥐속, 베록스쥐속, 프라오미스속, 에티오피아좁은머리쥐속 |
|                        | 아프리카검은쥐속, 아프리카숲쥐속, 다유방쥐속, 베록스쥐속, 프라오미스속, 에티오피아좁은머리쥐속 |

|          | 큰귀습지쥐족           |
|          |                        |
| 붉은쥐족 | 붉은쥐속, 류큐가시쥐속 |
|          | 붉은쥐속, 류큐가시쥐속 |

| 밀라르디아족 | 인도바위쥐속, 크럼프쥐속, 블랜포드쥐속, 밀라르디아속                                                                    |
|              | 인도바위쥐속, 크럼프쥐속, 블랜포드쥐속, 밀라르디아속                                                                    |
|              | \| \| 아프리카플라이쥐족(아프리카카루쥐속, 아프리카플라이쥐속, 휘파람쥐속) \| \| \| \| \| \| 아르비칸티스족 \| \| \| \| |
|              | |
|              | 아프리카플라이쥐족(아프리카카루쥐속, 아프리카플라이쥐속, 휘파람쥐속)                                                    |
|              | |
|              | 아르비칸티스족 |
|              | |

|  | 아프리카플라이쥐족(아프리카카루쥐속, 아프리카플라이쥐속, 휘파람쥐속) |
|  |                                                                      |
|  | 아르비칸티스족                                                       |
|  |                                                                      |

|                        | 쥐족(에티오피아등줄쥐속, 생쥐속) |
|                        | |
| 프라오미스족           | \| 아프리카물쥐군 \| 아프리카물쥐속, 에티오피아물쥐속, 넓은머리쥐속 \| \| \| 아프리카물쥐속, 에티오피아물쥐속, 넓은머리쥐속 \| \| 에티오피아좁은머리쥐군 \| 아프리카검은쥐속, 아프리카숲쥐속, 다유방쥐속, 베록스쥐속, 프라오미스속, 에티오피아좁은머리쥐속 \| \| \| 아프리카검은쥐속, 아프리카숲쥐속, 다유방쥐속, 베록스쥐속, 프라오미스속, 에티오피아좁은머리쥐속 \| |
|                        | \| 아프리카물쥐군 \| 아프리카물쥐속, 에티오피아물쥐속, 넓은머리쥐속 \| \| \| 아프리카물쥐속, 에티오피아물쥐속, 넓은머리쥐속 \| \| 에티오피아좁은머리쥐군 \| 아프리카검은쥐속, 아프리카숲쥐속, 다유방쥐속, 베록스쥐속, 프라오미스속, 에티오피아좁은머리쥐속 \| \| \| 아프리카검은쥐속, 아프리카숲쥐속, 다유방쥐속, 베록스쥐속, 프라오미스속, 에티오피아좁은머리쥐속 \| |
| 아프리카물쥐군         | 아프리카물쥐속, 에티오피아물쥐속, 넓은머리쥐속 |
|                        | 아프리카물쥐속, 에티오피아물쥐속, 넓은머리쥐속 |
| 에티오피아좁은머리쥐군 | 아프리카검은쥐속, 아프리카숲쥐속, 다유방쥐속, 베록스쥐속, 프라오미스속, 에티오피아좁은머리쥐속 |
|                        | 아프리카검은쥐속, 아프리카숲쥐속, 다유방쥐속, 베록스쥐속, 프라오미스속, 에티오피아좁은머리쥐속 |

| 아프리카물쥐군         | 아프리카물쥐속, 에티오피아물쥐속, 넓은머리쥐속                                                 |
|                        | 아프리카물쥐속, 에티오피아물쥐속, 넓은머리쥐속                                                 |
| 에티오피아좁은머리쥐군 | 아프리카검은쥐속, 아프리카숲쥐속, 다유방쥐속, 베록스쥐속, 프라오미스속, 에티오피아좁은머리쥐속 |
|                        | 아프리카검은쥐속, 아프리카숲쥐속, 다유방쥐속, 베록스쥐속, 프라오미스속, 에티오피아좁은머리쥐속 |

|          | 큰귀습지쥐족           |
|          |                        |
| 붉은쥐족 | 붉은쥐속, 류큐가시쥐속 |
|          | 붉은쥐속, 류큐가시쥐속 |

|                        | 쥐족(에티오피아등줄쥐속, 생쥐속) |
|                        | |
| 프라오미스족           | \| 아프리카물쥐군 \| 아프리카물쥐속, 에티오피아물쥐속, 넓은머리쥐속 \| \| \| 아프리카물쥐속, 에티오피아물쥐속, 넓은머리쥐속 \| \| 에티오피아좁은머리쥐군 \| 아프리카검은쥐속, 아프리카숲쥐속, 다유방쥐속, 베록스쥐속, 프라오미스속, 에티오피아좁은머리쥐속 \| \| \| 아프리카검은쥐속, 아프리카숲쥐속, 다유방쥐속, 베록스쥐속, 프라오미스속, 에티오피아좁은머리쥐속 \| |
|                        | \| 아프리카물쥐군 \| 아프리카물쥐속, 에티오피아물쥐속, 넓은머리쥐속 \| \| \| 아프리카물쥐속, 에티오피아물쥐속, 넓은머리쥐속 \| \| 에티오피아좁은머리쥐군 \| 아프리카검은쥐속, 아프리카숲쥐속, 다유방쥐속, 베록스쥐속, 프라오미스속, 에티오피아좁은머리쥐속 \| \| \| 아프리카검은쥐속, 아프리카숲쥐속, 다유방쥐속, 베록스쥐속, 프라오미스속, 에티오피아좁은머리쥐속 \| |
| 아프리카물쥐군         | 아프리카물쥐속, 에티오피아물쥐속, 넓은머리쥐속 |
|                        | 아프리카물쥐속, 에티오피아물쥐속, 넓은머리쥐속 |
| 에티오피아좁은머리쥐군 | 아프리카검은쥐속, 아프리카숲쥐속, 다유방쥐속, 베록스쥐속, 프라오미스속, 에티오피아좁은머리쥐속 |
|                        | 아프리카검은쥐속, 아프리카숲쥐속, 다유방쥐속, 베록스쥐속, 프라오미스속, 에티오피아좁은머리쥐속 |

| 아프리카물쥐군         | 아프리카물쥐속, 에티오피아물쥐속, 넓은머리쥐속                                                 |
|                        | 아프리카물쥐속, 에티오피아물쥐속, 넓은머리쥐속                                                 |
| 에티오피아좁은머리쥐군 | 아프리카검은쥐속, 아프리카숲쥐속, 다유방쥐속, 베록스쥐속, 프라오미스속, 에티오피아좁은머리쥐속 |
|                        | 아프리카검은쥐속, 아프리카숲쥐속, 다유방쥐속, 베록스쥐속, 프라오미스속, 에티오피아좁은머리쥐속 |

|          | 큰귀습지쥐족           |
|          |                        |
| 붉은쥐족 | 붉은쥐속, 류큐가시쥐속 |
|          | 붉은쥐속, 류큐가시쥐속 |

| 밀라르디아족 | 인도바위쥐속, 크럼프쥐속, 블랜포드쥐속, 밀라르디아속                                                                    |
|              | 인도바위쥐속, 크럼프쥐속, 블랜포드쥐속, 밀라르디아속                                                                    |
|              | \| \| 아프리카플라이쥐족(아프리카카루쥐속, 아프리카플라이쥐속, 휘파람쥐속) \| \| \| \| \| \| 아르비칸티스족 \| \| \| \| |
|              | |
|              | 아프리카플라이쥐족(아프리카카루쥐속, 아프리카플라이쥐속, 휘파람쥐속)                                                    |
|              | |
|              | 아르비칸티스족 |
|              | |

|  | 아프리카플라이쥐족(아프리카카루쥐속, 아프리카플라이쥐속, 휘파람쥐속) |
|  |                                                                      |
|  | 아르비칸티스족                                                       |
|  |                                                                      |

| 술라웨시가시쥐군 | 술라웨시가시쥐속, 가는뿌리쥐속, 술라웨시돼지코쥐속, 작은술라웨시땃쥐쥐속, 돼지코땃쥐쥐속, 서머술라웨시쥐속, 큰술라웨시땃쥐쥐속, 마마사물쥐속 |
|                  | 술라웨시가시쥐속, 가는뿌리쥐속, 술라웨시돼지코쥐속, 작은술라웨시땃쥐쥐속, 돼지코땃쥐쥐속, 서머술라웨시쥐속, 큰술라웨시땃쥐쥐속, 마마사물쥐속 |
|                  | \| 밀러드쥐군 \| 민도로나무타기쥐속, 페아나무쥐속, 밀러드쥐속, 긴꼬리자이언트쥐속, 흰배쥐속, 폴린석회암쥐속, 오히야쥐속, 다오반티엔석회암쥐속 \| \| \| 민도로나무타기쥐속, 페아나무쥐속, 밀러드쥐속, 긴꼬리자이언트쥐속, 흰배쥐속, 폴린석회암쥐속, 오히야쥐속, 다오반티엔석회암쥐속 \| \| 시궁쥐군 \| 루손넓은이빨쥐속, 반디쿠트쥐속, 흰이빨쥐속, 필리핀쥐속, 언덕쥐속, 류큐긴꼬리자이언트쥐속, 할마헤라쥐속, 소디나무쥐속, 코모도쥐속, 민다나오산악쥐속, 짧은꼬리반디쿠트쥐속, 스람쥐속, 팔라완부드러운털산악쥐속, 플로레스자이언트쥐속, 술라웨시자이언트쥐속, 플로레스긴코쥐속, 시궁쥐속, 자이언트순다쥐속, 셀레베스쥐속, 긴발쥐속, 루손짧은코쥐속 \| \| \| 루손넓은이빨쥐속, 반디쿠트쥐속, 흰이빨쥐속, 필리핀쥐속, 언덕쥐속, 류큐긴꼬리자이언트쥐속, 할마헤라쥐속, 소디나무쥐속, 코모도쥐속, 민다나오산악쥐속, 짧은꼬리반디쿠트쥐속, 스람쥐속, 팔라완부드러운털산악쥐속, 플로레스자이언트쥐속, 술라웨시자이언트쥐속, 플로레스긴코쥐속, 시궁쥐속, 자이언트순다쥐속, 셀레베스쥐속, 긴발쥐속, 루손짧은코쥐속 \| |
|                  | |
| 밀러드쥐군       | 민도로나무타기쥐속, 페아나무쥐속, 밀러드쥐속, 긴꼬리자이언트쥐속, 흰배쥐속, 폴린석회암쥐속, 오히야쥐속, 다오반티엔석회암쥐속 |
|                  | 민도로나무타기쥐속, 페아나무쥐속, 밀러드쥐속, 긴꼬리자이언트쥐속, 흰배쥐속, 폴린석회암쥐속, 오히야쥐속, 다오반티엔석회암쥐속 |
| 시궁쥐군         | 루손넓은이빨쥐속, 반디쿠트쥐속, 흰이빨쥐속, 필리핀쥐속, 언덕쥐속, 류큐긴꼬리자이언트쥐속, 할마헤라쥐속, 소디나무쥐속, 코모도쥐속, 민다나오산악쥐속, 짧은꼬리반디쿠트쥐속, 스람쥐속, 팔라완부드러운털산악쥐속, 플로레스자이언트쥐속, 술라웨시자이언트쥐속, 플로레스긴코쥐속, 시궁쥐속, 자이언트순다쥐속, 셀레베스쥐속, 긴발쥐속, 루손짧은코쥐속 |
|                  | 루손넓은이빨쥐속, 반디쿠트쥐속, 흰이빨쥐속, 필리핀쥐속, 언덕쥐속, 류큐긴꼬리자이언트쥐속, 할마헤라쥐속, 소디나무쥐속, 코모도쥐속, 민다나오산악쥐속, 짧은꼬리반디쿠트쥐속, 스람쥐속, 팔라완부드러운털산악쥐속, 플로레스자이언트쥐속, 술라웨시자이언트쥐속, 플로레스긴코쥐속, 시궁쥐속, 자이언트순다쥐속, 셀레베스쥐속, 긴발쥐속, 루손짧은코쥐속 |

| 밀러드쥐군 | 민도로나무타기쥐속, 페아나무쥐속, 밀러드쥐속, 긴꼬리자이언트쥐속, 흰배쥐속, 폴린석회암쥐속, 오히야쥐속, 다오반티엔석회암쥐속 |
|            | 민도로나무타기쥐속, 페아나무쥐속, 밀러드쥐속, 긴꼬리자이언트쥐속, 흰배쥐속, 폴린석회암쥐속, 오히야쥐속, 다오반티엔석회암쥐속 |
| 시궁쥐군   | 루손넓은이빨쥐속, 반디쿠트쥐속, 흰이빨쥐속, 필리핀쥐속, 언덕쥐속, 류큐긴꼬리자이언트쥐속, 할마헤라쥐속, 소디나무쥐속, 코모도쥐속, 민다나오산악쥐속, 짧은꼬리반디쿠트쥐속, 스람쥐속, 팔라완부드러운털산악쥐속, 플로레스자이언트쥐속, 술라웨시자이언트쥐속, 플로레스긴코쥐속, 시궁쥐속, 자이언트순다쥐속, 셀레베스쥐속, 긴발쥐속, 루손짧은코쥐속 |
|            | 루손넓은이빨쥐속, 반디쿠트쥐속, 흰이빨쥐속, 필리핀쥐속, 언덕쥐속, 류큐긴꼬리자이언트쥐속, 할마헤라쥐속, 소디나무쥐속, 코모도쥐속, 민다나오산악쥐속, 짧은꼬리반디쿠트쥐속, 스람쥐속, 팔라완부드러운털산악쥐속, 플로레스자이언트쥐속, 술라웨시자이언트쥐속, 플로레스긴코쥐속, 시궁쥐속, 자이언트순다쥐속, 셀레베스쥐속, 긴발쥐속, 루손짧은코쥐속 |

| 술라웨시가시쥐군 | 술라웨시가시쥐속, 가는뿌리쥐속, 술라웨시돼지코쥐속, 작은술라웨시땃쥐쥐속, 돼지코땃쥐쥐속, 서머술라웨시쥐속, 큰술라웨시땃쥐쥐속, 마마사물쥐속 |
|                  | 술라웨시가시쥐속, 가는뿌리쥐속, 술라웨시돼지코쥐속, 작은술라웨시땃쥐쥐속, 돼지코땃쥐쥐속, 서머술라웨시쥐속, 큰술라웨시땃쥐쥐속, 마마사물쥐속 |
|                  | \| 밀러드쥐군 \| 민도로나무타기쥐속, 페아나무쥐속, 밀러드쥐속, 긴꼬리자이언트쥐속, 흰배쥐속, 폴린석회암쥐속, 오히야쥐속, 다오반티엔석회암쥐속 \| \| \| 민도로나무타기쥐속, 페아나무쥐속, 밀러드쥐속, 긴꼬리자이언트쥐속, 흰배쥐속, 폴린석회암쥐속, 오히야쥐속, 다오반티엔석회암쥐속 \| \| 시궁쥐군 \| 루손넓은이빨쥐속, 반디쿠트쥐속, 흰이빨쥐속, 필리핀쥐속, 언덕쥐속, 류큐긴꼬리자이언트쥐속, 할마헤라쥐속, 소디나무쥐속, 코모도쥐속, 민다나오산악쥐속, 짧은꼬리반디쿠트쥐속, 스람쥐속, 팔라완부드러운털산악쥐속, 플로레스자이언트쥐속, 술라웨시자이언트쥐속, 플로레스긴코쥐속, 시궁쥐속, 자이언트순다쥐속, 셀레베스쥐속, 긴발쥐속, 루손짧은코쥐속 \| \| \| 루손넓은이빨쥐속, 반디쿠트쥐속, 흰이빨쥐속, 필리핀쥐속, 언덕쥐속, 류큐긴꼬리자이언트쥐속, 할마헤라쥐속, 소디나무쥐속, 코모도쥐속, 민다나오산악쥐속, 짧은꼬리반디쿠트쥐속, 스람쥐속, 팔라완부드러운털산악쥐속, 플로레스자이언트쥐속, 술라웨시자이언트쥐속, 플로레스긴코쥐속, 시궁쥐속, 자이언트순다쥐속, 셀레베스쥐속, 긴발쥐속, 루손짧은코쥐속 \| |
|                  | |
| 밀러드쥐군       | 민도로나무타기쥐속, 페아나무쥐속, 밀러드쥐속, 긴꼬리자이언트쥐속, 흰배쥐속, 폴린석회암쥐속, 오히야쥐속, 다오반티엔석회암쥐속 |
|                  | 민도로나무타기쥐속, 페아나무쥐속, 밀러드쥐속, 긴꼬리자이언트쥐속, 흰배쥐속, 폴린석회암쥐속, 오히야쥐속, 다오반티엔석회암쥐속 |
| 시궁쥐군         | 루손넓은이빨쥐속, 반디쿠트쥐속, 흰이빨쥐속, 필리핀쥐속, 언덕쥐속, 류큐긴꼬리자이언트쥐속, 할마헤라쥐속, 소디나무쥐속, 코모도쥐속, 민다나오산악쥐속, 짧은꼬리반디쿠트쥐속, 스람쥐속, 팔라완부드러운털산악쥐속, 플로레스자이언트쥐속, 술라웨시자이언트쥐속, 플로레스긴코쥐속, 시궁쥐속, 자이언트순다쥐속, 셀레베스쥐속, 긴발쥐속, 루손짧은코쥐속 |
|                  | 루손넓은이빨쥐속, 반디쿠트쥐속, 흰이빨쥐속, 필리핀쥐속, 언덕쥐속, 류큐긴꼬리자이언트쥐속, 할마헤라쥐속, 소디나무쥐속, 코모도쥐속, 민다나오산악쥐속, 짧은꼬리반디쿠트쥐속, 스람쥐속, 팔라완부드러운털산악쥐속, 플로레스자이언트쥐속, 술라웨시자이언트쥐속, 플로레스긴코쥐속, 시궁쥐속, 자이언트순다쥐속, 셀레베스쥐속, 긴발쥐속, 루손짧은코쥐속 |

| 밀러드쥐군 | 민도로나무타기쥐속, 페아나무쥐속, 밀러드쥐속, 긴꼬리자이언트쥐속, 흰배쥐속, 폴린석회암쥐속, 오히야쥐속, 다오반티엔석회암쥐속 |
|            | 민도로나무타기쥐속, 페아나무쥐속, 밀러드쥐속, 긴꼬리자이언트쥐속, 흰배쥐속, 폴린석회암쥐속, 오히야쥐속, 다오반티엔석회암쥐속 |
| 시궁쥐군   | 루손넓은이빨쥐속, 반디쿠트쥐속, 흰이빨쥐속, 필리핀쥐속, 언덕쥐속, 류큐긴꼬리자이언트쥐속, 할마헤라쥐속, 소디나무쥐속, 코모도쥐속, 민다나오산악쥐속, 짧은꼬리반디쿠트쥐속, 스람쥐속, 팔라완부드러운털산악쥐속, 플로레스자이언트쥐속, 술라웨시자이언트쥐속, 플로레스긴코쥐속, 시궁쥐속, 자이언트순다쥐속, 셀레베스쥐속, 긴발쥐속, 루손짧은코쥐속 |
|            | 루손넓은이빨쥐속, 반디쿠트쥐속, 흰이빨쥐속, 필리핀쥐속, 언덕쥐속, 류큐긴꼬리자이언트쥐속, 할마헤라쥐속, 소디나무쥐속, 코모도쥐속, 민다나오산악쥐속, 짧은꼬리반디쿠트쥐속, 스람쥐속, 팔라완부드러운털산악쥐속, 플로레스자이언트쥐속, 술라웨시자이언트쥐속, 플로레스긴코쥐속, 시궁쥐속, 자이언트순다쥐속, 셀레베스쥐속, 긴발쥐속, 루손짧은코쥐속 |

| 술라웨시가시쥐군 | 술라웨시가시쥐속, 가는뿌리쥐속, 술라웨시돼지코쥐속, 작은술라웨시땃쥐쥐속, 돼지코땃쥐쥐속, 서머술라웨시쥐속, 큰술라웨시땃쥐쥐속, 마마사물쥐속 |
|                  | 술라웨시가시쥐속, 가는뿌리쥐속, 술라웨시돼지코쥐속, 작은술라웨시땃쥐쥐속, 돼지코땃쥐쥐속, 서머술라웨시쥐속, 큰술라웨시땃쥐쥐속, 마마사물쥐속 |
|                  | \| 밀러드쥐군 \| 민도로나무타기쥐속, 페아나무쥐속, 밀러드쥐속, 긴꼬리자이언트쥐속, 흰배쥐속, 폴린석회암쥐속, 오히야쥐속, 다오반티엔석회암쥐속 \| \| \| 민도로나무타기쥐속, 페아나무쥐속, 밀러드쥐속, 긴꼬리자이언트쥐속, 흰배쥐속, 폴린석회암쥐속, 오히야쥐속, 다오반티엔석회암쥐속 \| \| 시궁쥐군 \| 루손넓은이빨쥐속, 반디쿠트쥐속, 흰이빨쥐속, 필리핀쥐속, 언덕쥐속, 류큐긴꼬리자이언트쥐속, 할마헤라쥐속, 소디나무쥐속, 코모도쥐속, 민다나오산악쥐속, 짧은꼬리반디쿠트쥐속, 스람쥐속, 팔라완부드러운털산악쥐속, 플로레스자이언트쥐속, 술라웨시자이언트쥐속, 플로레스긴코쥐속, 시궁쥐속, 자이언트순다쥐속, 셀레베스쥐속, 긴발쥐속, 루손짧은코쥐속 \| \| \| 루손넓은이빨쥐속, 반디쿠트쥐속, 흰이빨쥐속, 필리핀쥐속, 언덕쥐속, 류큐긴꼬리자이언트쥐속, 할마헤라쥐속, 소디나무쥐속, 코모도쥐속, 민다나오산악쥐속, 짧은꼬리반디쿠트쥐속, 스람쥐속, 팔라완부드러운털산악쥐속, 플로레스자이언트쥐속, 술라웨시자이언트쥐속, 플로레스긴코쥐속, 시궁쥐속, 자이언트순다쥐속, 셀레베스쥐속, 긴발쥐속, 루손짧은코쥐속 \| |
|                  | |
| 밀러드쥐군       | 민도로나무타기쥐속, 페아나무쥐속, 밀러드쥐속, 긴꼬리자이언트쥐속, 흰배쥐속, 폴린석회암쥐속, 오히야쥐속, 다오반티엔석회암쥐속 |
|                  | 민도로나무타기쥐속, 페아나무쥐속, 밀러드쥐속, 긴꼬리자이언트쥐속, 흰배쥐속, 폴린석회암쥐속, 오히야쥐속, 다오반티엔석회암쥐속 |
| 시궁쥐군         | 루손넓은이빨쥐속, 반디쿠트쥐속, 흰이빨쥐속, 필리핀쥐속, 언덕쥐속, 류큐긴꼬리자이언트쥐속, 할마헤라쥐속, 소디나무쥐속, 코모도쥐속, 민다나오산악쥐속, 짧은꼬리반디쿠트쥐속, 스람쥐속, 팔라완부드러운털산악쥐속, 플로레스자이언트쥐속, 술라웨시자이언트쥐속, 플로레스긴코쥐속, 시궁쥐속, 자이언트순다쥐속, 셀레베스쥐속, 긴발쥐속, 루손짧은코쥐속 |
|                  | 루손넓은이빨쥐속, 반디쿠트쥐속, 흰이빨쥐속, 필리핀쥐속, 언덕쥐속, 류큐긴꼬리자이언트쥐속, 할마헤라쥐속, 소디나무쥐속, 코모도쥐속, 민다나오산악쥐속, 짧은꼬리반디쿠트쥐속, 스람쥐속, 팔라완부드러운털산악쥐속, 플로레스자이언트쥐속, 술라웨시자이언트쥐속, 플로레스긴코쥐속, 시궁쥐속, 자이언트순다쥐속, 셀레베스쥐속, 긴발쥐속, 루손짧은코쥐속 |

| 밀러드쥐군 | 민도로나무타기쥐속, 페아나무쥐속, 밀러드쥐속, 긴꼬리자이언트쥐속, 흰배쥐속, 폴린석회암쥐속, 오히야쥐속, 다오반티엔석회암쥐속 |
|            | 민도로나무타기쥐속, 페아나무쥐속, 밀러드쥐속, 긴꼬리자이언트쥐속, 흰배쥐속, 폴린석회암쥐속, 오히야쥐속, 다오반티엔석회암쥐속 |
| 시궁쥐군   | 루손넓은이빨쥐속, 반디쿠트쥐속, 흰이빨쥐속, 필리핀쥐속, 언덕쥐속, 류큐긴꼬리자이언트쥐속, 할마헤라쥐속, 소디나무쥐속, 코모도쥐속, 민다나오산악쥐속, 짧은꼬리반디쿠트쥐속, 스람쥐속, 팔라완부드러운털산악쥐속, 플로레스자이언트쥐속, 술라웨시자이언트쥐속, 플로레스긴코쥐속, 시궁쥐속, 자이언트순다쥐속, 셀레베스쥐속, 긴발쥐속, 루손짧은코쥐속 |
|            | 루손넓은이빨쥐속, 반디쿠트쥐속, 흰이빨쥐속, 필리핀쥐속, 언덕쥐속, 류큐긴꼬리자이언트쥐속, 할마헤라쥐속, 소디나무쥐속, 코모도쥐속, 민다나오산악쥐속, 짧은꼬리반디쿠트쥐속, 스람쥐속, 팔라완부드러운털산악쥐속, 플로레스자이언트쥐속, 술라웨시자이언트쥐속, 플로레스긴코쥐속, 시궁쥐속, 자이언트순다쥐속, 셀레베스쥐속, 긴발쥐속, 루손짧은코쥐속 |

| 술라웨시가시쥐군 | 술라웨시가시쥐속, 가는뿌리쥐속, 술라웨시돼지코쥐속, 작은술라웨시땃쥐쥐속, 돼지코땃쥐쥐속, 서머술라웨시쥐속, 큰술라웨시땃쥐쥐속, 마마사물쥐속 |
|                  | 술라웨시가시쥐속, 가는뿌리쥐속, 술라웨시돼지코쥐속, 작은술라웨시땃쥐쥐속, 돼지코땃쥐쥐속, 서머술라웨시쥐속, 큰술라웨시땃쥐쥐속, 마마사물쥐속 |
|                  | \| 밀러드쥐군 \| 민도로나무타기쥐속, 페아나무쥐속, 밀러드쥐속, 긴꼬리자이언트쥐속, 흰배쥐속, 폴린석회암쥐속, 오히야쥐속, 다오반티엔석회암쥐속 \| \| \| 민도로나무타기쥐속, 페아나무쥐속, 밀러드쥐속, 긴꼬리자이언트쥐속, 흰배쥐속, 폴린석회암쥐속, 오히야쥐속, 다오반티엔석회암쥐속 \| \| 시궁쥐군 \| 루손넓은이빨쥐속, 반디쿠트쥐속, 흰이빨쥐속, 필리핀쥐속, 언덕쥐속, 류큐긴꼬리자이언트쥐속, 할마헤라쥐속, 소디나무쥐속, 코모도쥐속, 민다나오산악쥐속, 짧은꼬리반디쿠트쥐속, 스람쥐속, 팔라완부드러운털산악쥐속, 플로레스자이언트쥐속, 술라웨시자이언트쥐속, 플로레스긴코쥐속, 시궁쥐속, 자이언트순다쥐속, 셀레베스쥐속, 긴발쥐속, 루손짧은코쥐속 \| \| \| 루손넓은이빨쥐속, 반디쿠트쥐속, 흰이빨쥐속, 필리핀쥐속, 언덕쥐속, 류큐긴꼬리자이언트쥐속, 할마헤라쥐속, 소디나무쥐속, 코모도쥐속, 민다나오산악쥐속, 짧은꼬리반디쿠트쥐속, 스람쥐속, 팔라완부드러운털산악쥐속, 플로레스자이언트쥐속, 술라웨시자이언트쥐속, 플로레스긴코쥐속, 시궁쥐속, 자이언트순다쥐속, 셀레베스쥐속, 긴발쥐속, 루손짧은코쥐속 \| |
|                  | |
| 밀러드쥐군       | 민도로나무타기쥐속, 페아나무쥐속, 밀러드쥐속, 긴꼬리자이언트쥐속, 흰배쥐속, 폴린석회암쥐속, 오히야쥐속, 다오반티엔석회암쥐속 |
|                  | 민도로나무타기쥐속, 페아나무쥐속, 밀러드쥐속, 긴꼬리자이언트쥐속, 흰배쥐속, 폴린석회암쥐속, 오히야쥐속, 다오반티엔석회암쥐속 |
| 시궁쥐군         | 루손넓은이빨쥐속, 반디쿠트쥐속, 흰이빨쥐속, 필리핀쥐속, 언덕쥐속, 류큐긴꼬리자이언트쥐속, 할마헤라쥐속, 소디나무쥐속, 코모도쥐속, 민다나오산악쥐속, 짧은꼬리반디쿠트쥐속, 스람쥐속, 팔라완부드러운털산악쥐속, 플로레스자이언트쥐속, 술라웨시자이언트쥐속, 플로레스긴코쥐속, 시궁쥐속, 자이언트순다쥐속, 셀레베스쥐속, 긴발쥐속, 루손짧은코쥐속 |
|                  | 루손넓은이빨쥐속, 반디쿠트쥐속, 흰이빨쥐속, 필리핀쥐속, 언덕쥐속, 류큐긴꼬리자이언트쥐속, 할마헤라쥐속, 소디나무쥐속, 코모도쥐속, 민다나오산악쥐속, 짧은꼬리반디쿠트쥐속, 스람쥐속, 팔라완부드러운털산악쥐속, 플로레스자이언트쥐속, 술라웨시자이언트쥐속, 플로레스긴코쥐속, 시궁쥐속, 자이언트순다쥐속, 셀레베스쥐속, 긴발쥐속, 루손짧은코쥐속 |

| 밀러드쥐군 | 민도로나무타기쥐속, 페아나무쥐속, 밀러드쥐속, 긴꼬리자이언트쥐속, 흰배쥐속, 폴린석회암쥐속, 오히야쥐속, 다오반티엔석회암쥐속 |
|            | 민도로나무타기쥐속, 페아나무쥐속, 밀러드쥐속, 긴꼬리자이언트쥐속, 흰배쥐속, 폴린석회암쥐속, 오히야쥐속, 다오반티엔석회암쥐속 |
| 시궁쥐군   | 루손넓은이빨쥐속, 반디쿠트쥐속, 흰이빨쥐속, 필리핀쥐속, 언덕쥐속, 류큐긴꼬리자이언트쥐속, 할마헤라쥐속, 소디나무쥐속, 코모도쥐속, 민다나오산악쥐속, 짧은꼬리반디쿠트쥐속, 스람쥐속, 팔라완부드러운털산악쥐속, 플로레스자이언트쥐속, 술라웨시자이언트쥐속, 플로레스긴코쥐속, 시궁쥐속, 자이언트순다쥐속, 셀레베스쥐속, 긴발쥐속, 루손짧은코쥐속 |
|            | 루손넓은이빨쥐속, 반디쿠트쥐속, 흰이빨쥐속, 필리핀쥐속, 언덕쥐속, 류큐긴꼬리자이언트쥐속, 할마헤라쥐속, 소디나무쥐속, 코모도쥐속, 민다나오산악쥐속, 짧은꼬리반디쿠트쥐속, 스람쥐속, 팔라완부드러운털산악쥐속, 플로레스자이언트쥐속, 술라웨시자이언트쥐속, 플로레스긴코쥐속, 시궁쥐속, 자이언트순다쥐속, 셀레베스쥐속, 긴발쥐속, 루손짧은코쥐속 |

|                        | 쥐족(에티오피아등줄쥐속, 생쥐속) |
|                        | |
| 프라오미스족           | \| 아프리카물쥐군 \| 아프리카물쥐속, 에티오피아물쥐속, 넓은머리쥐속 \| \| \| 아프리카물쥐속, 에티오피아물쥐속, 넓은머리쥐속 \| \| 에티오피아좁은머리쥐군 \| 아프리카검은쥐속, 아프리카숲쥐속, 다유방쥐속, 베록스쥐속, 프라오미스속, 에티오피아좁은머리쥐속 \| \| \| 아프리카검은쥐속, 아프리카숲쥐속, 다유방쥐속, 베록스쥐속, 프라오미스속, 에티오피아좁은머리쥐속 \| |
|                        | \| 아프리카물쥐군 \| 아프리카물쥐속, 에티오피아물쥐속, 넓은머리쥐속 \| \| \| 아프리카물쥐속, 에티오피아물쥐속, 넓은머리쥐속 \| \| 에티오피아좁은머리쥐군 \| 아프리카검은쥐속, 아프리카숲쥐속, 다유방쥐속, 베록스쥐속, 프라오미스속, 에티오피아좁은머리쥐속 \| \| \| 아프리카검은쥐속, 아프리카숲쥐속, 다유방쥐속, 베록스쥐속, 프라오미스속, 에티오피아좁은머리쥐속 \| |
| 아프리카물쥐군         | 아프리카물쥐속, 에티오피아물쥐속, 넓은머리쥐속 |
|                        | 아프리카물쥐속, 에티오피아물쥐속, 넓은머리쥐속 |
| 에티오피아좁은머리쥐군 | 아프리카검은쥐속, 아프리카숲쥐속, 다유방쥐속, 베록스쥐속, 프라오미스속, 에티오피아좁은머리쥐속 |
|                        | 아프리카검은쥐속, 아프리카숲쥐속, 다유방쥐속, 베록스쥐속, 프라오미스속, 에티오피아좁은머리쥐속 |

| 아프리카물쥐군         | 아프리카물쥐속, 에티오피아물쥐속, 넓은머리쥐속                                                 |
|                        | 아프리카물쥐속, 에티오피아물쥐속, 넓은머리쥐속                                                 |
| 에티오피아좁은머리쥐군 | 아프리카검은쥐속, 아프리카숲쥐속, 다유방쥐속, 베록스쥐속, 프라오미스속, 에티오피아좁은머리쥐속 |
|                        | 아프리카검은쥐속, 아프리카숲쥐속, 다유방쥐속, 베록스쥐속, 프라오미스속, 에티오피아좁은머리쥐속 |

|          | 큰귀습지쥐족           |
|          |                        |
| 붉은쥐족 | 붉은쥐속, 류큐가시쥐속 |
|          | 붉은쥐속, 류큐가시쥐속 |

|                        | 쥐족(에티오피아등줄쥐속, 생쥐속) |
|                        | |
| 프라오미스족           | \| 아프리카물쥐군 \| 아프리카물쥐속, 에티오피아물쥐속, 넓은머리쥐속 \| \| \| 아프리카물쥐속, 에티오피아물쥐속, 넓은머리쥐속 \| \| 에티오피아좁은머리쥐군 \| 아프리카검은쥐속, 아프리카숲쥐속, 다유방쥐속, 베록스쥐속, 프라오미스속, 에티오피아좁은머리쥐속 \| \| \| 아프리카검은쥐속, 아프리카숲쥐속, 다유방쥐속, 베록스쥐속, 프라오미스속, 에티오피아좁은머리쥐속 \| |
|                        | \| 아프리카물쥐군 \| 아프리카물쥐속, 에티오피아물쥐속, 넓은머리쥐속 \| \| \| 아프리카물쥐속, 에티오피아물쥐속, 넓은머리쥐속 \| \| 에티오피아좁은머리쥐군 \| 아프리카검은쥐속, 아프리카숲쥐속, 다유방쥐속, 베록스쥐속, 프라오미스속, 에티오피아좁은머리쥐속 \| \| \| 아프리카검은쥐속, 아프리카숲쥐속, 다유방쥐속, 베록스쥐속, 프라오미스속, 에티오피아좁은머리쥐속 \| |
| 아프리카물쥐군         | 아프리카물쥐속, 에티오피아물쥐속, 넓은머리쥐속 |
|                        | 아프리카물쥐속, 에티오피아물쥐속, 넓은머리쥐속 |
| 에티오피아좁은머리쥐군 | 아프리카검은쥐속, 아프리카숲쥐속, 다유방쥐속, 베록스쥐속, 프라오미스속, 에티오피아좁은머리쥐속 |
|                        | 아프리카검은쥐속, 아프리카숲쥐속, 다유방쥐속, 베록스쥐속, 프라오미스속, 에티오피아좁은머리쥐속 |

| 아프리카물쥐군         | 아프리카물쥐속, 에티오피아물쥐속, 넓은머리쥐속                                                 |
|                        | 아프리카물쥐속, 에티오피아물쥐속, 넓은머리쥐속                                                 |
| 에티오피아좁은머리쥐군 | 아프리카검은쥐속, 아프리카숲쥐속, 다유방쥐속, 베록스쥐속, 프라오미스속, 에티오피아좁은머리쥐속 |
|                        | 아프리카검은쥐속, 아프리카숲쥐속, 다유방쥐속, 베록스쥐속, 프라오미스속, 에티오피아좁은머리쥐속 |

|          | 큰귀습지쥐족           |
|          |                        |
| 붉은쥐족 | 붉은쥐속, 류큐가시쥐속 |
|          | 붉은쥐속, 류큐가시쥐속 |

| 밀라르디아족 | 인도바위쥐속, 크럼프쥐속, 블랜포드쥐속, 밀라르디아속                                                                    |
|              | 인도바위쥐속, 크럼프쥐속, 블랜포드쥐속, 밀라르디아속                                                                    |
|              | \| \| 아프리카플라이쥐족(아프리카카루쥐속, 아프리카플라이쥐속, 휘파람쥐속) \| \| \| \| \| \| 아르비칸티스족 \| \| \| \| |
|              | |
|              | 아프리카플라이쥐족(아프리카카루쥐속, 아프리카플라이쥐속, 휘파람쥐속)                                                    |
|              | |
|              | 아르비칸티스족 |
|              | |

|  | 아프리카플라이쥐족(아프리카카루쥐속, 아프리카플라이쥐속, 휘파람쥐속) |
|  |                                                                      |
|  | 아르비칸티스족                                                       |
|  |                                                                      |

|                        | 쥐족(에티오피아등줄쥐속, 생쥐속) |
|                        | |
| 프라오미스족           | \| 아프리카물쥐군 \| 아프리카물쥐속, 에티오피아물쥐속, 넓은머리쥐속 \| \| \| 아프리카물쥐속, 에티오피아물쥐속, 넓은머리쥐속 \| \| 에티오피아좁은머리쥐군 \| 아프리카검은쥐속, 아프리카숲쥐속, 다유방쥐속, 베록스쥐속, 프라오미스속, 에티오피아좁은머리쥐속 \| \| \| 아프리카검은쥐속, 아프리카숲쥐속, 다유방쥐속, 베록스쥐속, 프라오미스속, 에티오피아좁은머리쥐속 \| |
|                        | \| 아프리카물쥐군 \| 아프리카물쥐속, 에티오피아물쥐속, 넓은머리쥐속 \| \| \| 아프리카물쥐속, 에티오피아물쥐속, 넓은머리쥐속 \| \| 에티오피아좁은머리쥐군 \| 아프리카검은쥐속, 아프리카숲쥐속, 다유방쥐속, 베록스쥐속, 프라오미스속, 에티오피아좁은머리쥐속 \| \| \| 아프리카검은쥐속, 아프리카숲쥐속, 다유방쥐속, 베록스쥐속, 프라오미스속, 에티오피아좁은머리쥐속 \| |
| 아프리카물쥐군         | 아프리카물쥐속, 에티오피아물쥐속, 넓은머리쥐속 |
|                        | 아프리카물쥐속, 에티오피아물쥐속, 넓은머리쥐속 |
| 에티오피아좁은머리쥐군 | 아프리카검은쥐속, 아프리카숲쥐속, 다유방쥐속, 베록스쥐속, 프라오미스속, 에티오피아좁은머리쥐속 |
|                        | 아프리카검은쥐속, 아프리카숲쥐속, 다유방쥐속, 베록스쥐속, 프라오미스속, 에티오피아좁은머리쥐속 |

| 아프리카물쥐군         | 아프리카물쥐속, 에티오피아물쥐속, 넓은머리쥐속                                                 |
|                        | 아프리카물쥐속, 에티오피아물쥐속, 넓은머리쥐속                                                 |
| 에티오피아좁은머리쥐군 | 아프리카검은쥐속, 아프리카숲쥐속, 다유방쥐속, 베록스쥐속, 프라오미스속, 에티오피아좁은머리쥐속 |
|                        | 아프리카검은쥐속, 아프리카숲쥐속, 다유방쥐속, 베록스쥐속, 프라오미스속, 에티오피아좁은머리쥐속 |

|          | 큰귀습지쥐족           |
|          |                        |
| 붉은쥐족 | 붉은쥐속, 류큐가시쥐속 |
|          | 붉은쥐속, 류큐가시쥐속 |

|                        | 쥐족(에티오피아등줄쥐속, 생쥐속) |
|                        | |
| 프라오미스족           | \| 아프리카물쥐군 \| 아프리카물쥐속, 에티오피아물쥐속, 넓은머리쥐속 \| \| \| 아프리카물쥐속, 에티오피아물쥐속, 넓은머리쥐속 \| \| 에티오피아좁은머리쥐군 \| 아프리카검은쥐속, 아프리카숲쥐속, 다유방쥐속, 베록스쥐속, 프라오미스속, 에티오피아좁은머리쥐속 \| \| \| 아프리카검은쥐속, 아프리카숲쥐속, 다유방쥐속, 베록스쥐속, 프라오미스속, 에티오피아좁은머리쥐속 \| |
|                        | \| 아프리카물쥐군 \| 아프리카물쥐속, 에티오피아물쥐속, 넓은머리쥐속 \| \| \| 아프리카물쥐속, 에티오피아물쥐속, 넓은머리쥐속 \| \| 에티오피아좁은머리쥐군 \| 아프리카검은쥐속, 아프리카숲쥐속, 다유방쥐속, 베록스쥐속, 프라오미스속, 에티오피아좁은머리쥐속 \| \| \| 아프리카검은쥐속, 아프리카숲쥐속, 다유방쥐속, 베록스쥐속, 프라오미스속, 에티오피아좁은머리쥐속 \| |
| 아프리카물쥐군         | 아프리카물쥐속, 에티오피아물쥐속, 넓은머리쥐속 |
|                        | 아프리카물쥐속, 에티오피아물쥐속, 넓은머리쥐속 |
| 에티오피아좁은머리쥐군 | 아프리카검은쥐속, 아프리카숲쥐속, 다유방쥐속, 베록스쥐속, 프라오미스속, 에티오피아좁은머리쥐속 |
|                        | 아프리카검은쥐속, 아프리카숲쥐속, 다유방쥐속, 베록스쥐속, 프라오미스속, 에티오피아좁은머리쥐속 |

| 아프리카물쥐군         | 아프리카물쥐속, 에티오피아물쥐속, 넓은머리쥐속                                                 |
|                        | 아프리카물쥐속, 에티오피아물쥐속, 넓은머리쥐속                                                 |
| 에티오피아좁은머리쥐군 | 아프리카검은쥐속, 아프리카숲쥐속, 다유방쥐속, 베록스쥐속, 프라오미스속, 에티오피아좁은머리쥐속 |
|                        | 아프리카검은쥐속, 아프리카숲쥐속, 다유방쥐속, 베록스쥐속, 프라오미스속, 에티오피아좁은머리쥐속 |

|          | 큰귀습지쥐족           |
|          |                        |
| 붉은쥐족 | 붉은쥐속, 류큐가시쥐속 |
|          | 붉은쥐속, 류큐가시쥐속 |

| 밀라르디아족 | 인도바위쥐속, 크럼프쥐속, 블랜포드쥐속, 밀라르디아속                                                                    |
|              | 인도바위쥐속, 크럼프쥐속, 블랜포드쥐속, 밀라르디아속                                                                    |
|              | \| \| 아프리카플라이쥐족(아프리카카루쥐속, 아프리카플라이쥐속, 휘파람쥐속) \| \| \| \| \| \| 아르비칸티스족 \| \| \| \| |
|              | |
|              | 아프리카플라이쥐족(아프리카카루쥐속, 아프리카플라이쥐속, 휘파람쥐속)                                                    |
|              | |
|              | 아르비칸티스족 |
|              | |

|  | 아프리카플라이쥐족(아프리카카루쥐속, 아프리카플라이쥐속, 휘파람쥐속) |
|  |                                                                      |
|  | 아르비칸티스족                                                       |
|  |                                                                      |

|                        | 쥐족(에티오피아등줄쥐속, 생쥐속) |
|                        | |
| 프라오미스족           | \| 아프리카물쥐군 \| 아프리카물쥐속, 에티오피아물쥐속, 넓은머리쥐속 \| \| \| 아프리카물쥐속, 에티오피아물쥐속, 넓은머리쥐속 \| \| 에티오피아좁은머리쥐군 \| 아프리카검은쥐속, 아프리카숲쥐속, 다유방쥐속, 베록스쥐속, 프라오미스속, 에티오피아좁은머리쥐속 \| \| \| 아프리카검은쥐속, 아프리카숲쥐속, 다유방쥐속, 베록스쥐속, 프라오미스속, 에티오피아좁은머리쥐속 \| |
|                        | \| 아프리카물쥐군 \| 아프리카물쥐속, 에티오피아물쥐속, 넓은머리쥐속 \| \| \| 아프리카물쥐속, 에티오피아물쥐속, 넓은머리쥐속 \| \| 에티오피아좁은머리쥐군 \| 아프리카검은쥐속, 아프리카숲쥐속, 다유방쥐속, 베록스쥐속, 프라오미스속, 에티오피아좁은머리쥐속 \| \| \| 아프리카검은쥐속, 아프리카숲쥐속, 다유방쥐속, 베록스쥐속, 프라오미스속, 에티오피아좁은머리쥐속 \| |
| 아프리카물쥐군         | 아프리카물쥐속, 에티오피아물쥐속, 넓은머리쥐속 |
|                        | 아프리카물쥐속, 에티오피아물쥐속, 넓은머리쥐속 |
| 에티오피아좁은머리쥐군 | 아프리카검은쥐속, 아프리카숲쥐속, 다유방쥐속, 베록스쥐속, 프라오미스속, 에티오피아좁은머리쥐속 |
|                        | 아프리카검은쥐속, 아프리카숲쥐속, 다유방쥐속, 베록스쥐속, 프라오미스속, 에티오피아좁은머리쥐속 |

| 아프리카물쥐군         | 아프리카물쥐속, 에티오피아물쥐속, 넓은머리쥐속                                                 |
|                        | 아프리카물쥐속, 에티오피아물쥐속, 넓은머리쥐속                                                 |
| 에티오피아좁은머리쥐군 | 아프리카검은쥐속, 아프리카숲쥐속, 다유방쥐속, 베록스쥐속, 프라오미스속, 에티오피아좁은머리쥐속 |
|                        | 아프리카검은쥐속, 아프리카숲쥐속, 다유방쥐속, 베록스쥐속, 프라오미스속, 에티오피아좁은머리쥐속 |

|          | 큰귀습지쥐족           |
|          |                        |
| 붉은쥐족 | 붉은쥐속, 류큐가시쥐속 |
|          | 붉은쥐속, 류큐가시쥐속 |

|                        | 쥐족(에티오피아등줄쥐속, 생쥐속) |
|                        | |
| 프라오미스족           | \| 아프리카물쥐군 \| 아프리카물쥐속, 에티오피아물쥐속, 넓은머리쥐속 \| \| \| 아프리카물쥐속, 에티오피아물쥐속, 넓은머리쥐속 \| \| 에티오피아좁은머리쥐군 \| 아프리카검은쥐속, 아프리카숲쥐속, 다유방쥐속, 베록스쥐속, 프라오미스속, 에티오피아좁은머리쥐속 \| \| \| 아프리카검은쥐속, 아프리카숲쥐속, 다유방쥐속, 베록스쥐속, 프라오미스속, 에티오피아좁은머리쥐속 \| |
|                        | \| 아프리카물쥐군 \| 아프리카물쥐속, 에티오피아물쥐속, 넓은머리쥐속 \| \| \| 아프리카물쥐속, 에티오피아물쥐속, 넓은머리쥐속 \| \| 에티오피아좁은머리쥐군 \| 아프리카검은쥐속, 아프리카숲쥐속, 다유방쥐속, 베록스쥐속, 프라오미스속, 에티오피아좁은머리쥐속 \| \| \| 아프리카검은쥐속, 아프리카숲쥐속, 다유방쥐속, 베록스쥐속, 프라오미스속, 에티오피아좁은머리쥐속 \| |
| 아프리카물쥐군         | 아프리카물쥐속, 에티오피아물쥐속, 넓은머리쥐속 |
|                        | 아프리카물쥐속, 에티오피아물쥐속, 넓은머리쥐속 |
| 에티오피아좁은머리쥐군 | 아프리카검은쥐속, 아프리카숲쥐속, 다유방쥐속, 베록스쥐속, 프라오미스속, 에티오피아좁은머리쥐속 |
|                        | 아프리카검은쥐속, 아프리카숲쥐속, 다유방쥐속, 베록스쥐속, 프라오미스속, 에티오피아좁은머리쥐속 |

| 아프리카물쥐군         | 아프리카물쥐속, 에티오피아물쥐속, 넓은머리쥐속                                                 |
|                        | 아프리카물쥐속, 에티오피아물쥐속, 넓은머리쥐속                                                 |
| 에티오피아좁은머리쥐군 | 아프리카검은쥐속, 아프리카숲쥐속, 다유방쥐속, 베록스쥐속, 프라오미스속, 에티오피아좁은머리쥐속 |
|                        | 아프리카검은쥐속, 아프리카숲쥐속, 다유방쥐속, 베록스쥐속, 프라오미스속, 에티오피아좁은머리쥐속 |

|          | 큰귀습지쥐족           |
|          |                        |
| 붉은쥐족 | 붉은쥐속, 류큐가시쥐속 |
|          | 붉은쥐속, 류큐가시쥐속 |

| 밀라르디아족 | 인도바위쥐속, 크럼프쥐속, 블랜포드쥐속, 밀라르디아속                                                                    |
|              | 인도바위쥐속, 크럼프쥐속, 블랜포드쥐속, 밀라르디아속                                                                    |
|              | \| \| 아프리카플라이쥐족(아프리카카루쥐속, 아프리카플라이쥐속, 휘파람쥐속) \| \| \| \| \| \| 아르비칸티스족 \| \| \| \| |
|              | |
|              | 아프리카플라이쥐족(아프리카카루쥐속, 아프리카플라이쥐속, 휘파람쥐속)                                                    |
|              | |
|              | 아르비칸티스족 |
|              | |

|  | 아프리카플라이쥐족(아프리카카루쥐속, 아프리카플라이쥐속, 휘파람쥐속) |
|  |                                                                      |
|  | 아르비칸티스족                                                       |
|  |                                                                      |

|                        | 쥐족(에티오피아등줄쥐속, 생쥐속) |
|                        | |
| 프라오미스족           | \| 아프리카물쥐군 \| 아프리카물쥐속, 에티오피아물쥐속, 넓은머리쥐속 \| \| \| 아프리카물쥐속, 에티오피아물쥐속, 넓은머리쥐속 \| \| 에티오피아좁은머리쥐군 \| 아프리카검은쥐속, 아프리카숲쥐속, 다유방쥐속, 베록스쥐속, 프라오미스속, 에티오피아좁은머리쥐속 \| \| \| 아프리카검은쥐속, 아프리카숲쥐속, 다유방쥐속, 베록스쥐속, 프라오미스속, 에티오피아좁은머리쥐속 \| |
|                        | \| 아프리카물쥐군 \| 아프리카물쥐속, 에티오피아물쥐속, 넓은머리쥐속 \| \| \| 아프리카물쥐속, 에티오피아물쥐속, 넓은머리쥐속 \| \| 에티오피아좁은머리쥐군 \| 아프리카검은쥐속, 아프리카숲쥐속, 다유방쥐속, 베록스쥐속, 프라오미스속, 에티오피아좁은머리쥐속 \| \| \| 아프리카검은쥐속, 아프리카숲쥐속, 다유방쥐속, 베록스쥐속, 프라오미스속, 에티오피아좁은머리쥐속 \| |
| 아프리카물쥐군         | 아프리카물쥐속, 에티오피아물쥐속, 넓은머리쥐속 |
|                        | 아프리카물쥐속, 에티오피아물쥐속, 넓은머리쥐속 |
| 에티오피아좁은머리쥐군 | 아프리카검은쥐속, 아프리카숲쥐속, 다유방쥐속, 베록스쥐속, 프라오미스속, 에티오피아좁은머리쥐속 |
|                        | 아프리카검은쥐속, 아프리카숲쥐속, 다유방쥐속, 베록스쥐속, 프라오미스속, 에티오피아좁은머리쥐속 |

| 아프리카물쥐군         | 아프리카물쥐속, 에티오피아물쥐속, 넓은머리쥐속                                                 |
|                        | 아프리카물쥐속, 에티오피아물쥐속, 넓은머리쥐속                                                 |
| 에티오피아좁은머리쥐군 | 아프리카검은쥐속, 아프리카숲쥐속, 다유방쥐속, 베록스쥐속, 프라오미스속, 에티오피아좁은머리쥐속 |
|                        | 아프리카검은쥐속, 아프리카숲쥐속, 다유방쥐속, 베록스쥐속, 프라오미스속, 에티오피아좁은머리쥐속 |

|          | 큰귀습지쥐족           |
|          |                        |
| 붉은쥐족 | 붉은쥐속, 류큐가시쥐속 |
|          | 붉은쥐속, 류큐가시쥐속 |

|                        | 쥐족(에티오피아등줄쥐속, 생쥐속) |
|                        | |
| 프라오미스족           | \| 아프리카물쥐군 \| 아프리카물쥐속, 에티오피아물쥐속, 넓은머리쥐속 \| \| \| 아프리카물쥐속, 에티오피아물쥐속, 넓은머리쥐속 \| \| 에티오피아좁은머리쥐군 \| 아프리카검은쥐속, 아프리카숲쥐속, 다유방쥐속, 베록스쥐속, 프라오미스속, 에티오피아좁은머리쥐속 \| \| \| 아프리카검은쥐속, 아프리카숲쥐속, 다유방쥐속, 베록스쥐속, 프라오미스속, 에티오피아좁은머리쥐속 \| |
|                        | \| 아프리카물쥐군 \| 아프리카물쥐속, 에티오피아물쥐속, 넓은머리쥐속 \| \| \| 아프리카물쥐속, 에티오피아물쥐속, 넓은머리쥐속 \| \| 에티오피아좁은머리쥐군 \| 아프리카검은쥐속, 아프리카숲쥐속, 다유방쥐속, 베록스쥐속, 프라오미스속, 에티오피아좁은머리쥐속 \| \| \| 아프리카검은쥐속, 아프리카숲쥐속, 다유방쥐속, 베록스쥐속, 프라오미스속, 에티오피아좁은머리쥐속 \| |
| 아프리카물쥐군         | 아프리카물쥐속, 에티오피아물쥐속, 넓은머리쥐속 |
|                        | 아프리카물쥐속, 에티오피아물쥐속, 넓은머리쥐속 |
| 에티오피아좁은머리쥐군 | 아프리카검은쥐속, 아프리카숲쥐속, 다유방쥐속, 베록스쥐속, 프라오미스속, 에티오피아좁은머리쥐속 |
|                        | 아프리카검은쥐속, 아프리카숲쥐속, 다유방쥐속, 베록스쥐속, 프라오미스속, 에티오피아좁은머리쥐속 |

| 아프리카물쥐군         | 아프리카물쥐속, 에티오피아물쥐속, 넓은머리쥐속                                                 |
|                        | 아프리카물쥐속, 에티오피아물쥐속, 넓은머리쥐속                                                 |
| 에티오피아좁은머리쥐군 | 아프리카검은쥐속, 아프리카숲쥐속, 다유방쥐속, 베록스쥐속, 프라오미스속, 에티오피아좁은머리쥐속 |
|                        | 아프리카검은쥐속, 아프리카숲쥐속, 다유방쥐속, 베록스쥐속, 프라오미스속, 에티오피아좁은머리쥐속 |

|          | 큰귀습지쥐족           |
|          |                        |
| 붉은쥐족 | 붉은쥐속, 류큐가시쥐속 |
|          | 붉은쥐속, 류큐가시쥐속 |

| 밀라르디아족 | 인도바위쥐속, 크럼프쥐속, 블랜포드쥐속, 밀라르디아속                                                                    |
|              | 인도바위쥐속, 크럼프쥐속, 블랜포드쥐속, 밀라르디아속                                                                    |
|              | \| \| 아프리카플라이쥐족(아프리카카루쥐속, 아프리카플라이쥐속, 휘파람쥐속) \| \| \| \| \| \| 아르비칸티스족 \| \| \| \| |
|              | |
|              | 아프리카플라이쥐족(아프리카카루쥐속, 아프리카플라이쥐속, 휘파람쥐속)                                                    |
|              | |
|              | 아르비칸티스족 |
|              | |

|  | 아프리카플라이쥐족(아프리카카루쥐속, 아프리카플라이쥐속, 휘파람쥐속) |
|  |                                                                      |
|  | 아르비칸티스족                                                       |
|  |                                                                      |

| 술라웨시가시쥐군 | 술라웨시가시쥐속, 가는뿌리쥐속, 술라웨시돼지코쥐속, 작은술라웨시땃쥐쥐속, 돼지코땃쥐쥐속, 서머술라웨시쥐속, 큰술라웨시땃쥐쥐속, 마마사물쥐속 |
|                  | 술라웨시가시쥐속, 가는뿌리쥐속, 술라웨시돼지코쥐속, 작은술라웨시땃쥐쥐속, 돼지코땃쥐쥐속, 서머술라웨시쥐속, 큰술라웨시땃쥐쥐속, 마마사물쥐속 |
|                  | \| 밀러드쥐군 \| 민도로나무타기쥐속, 페아나무쥐속, 밀러드쥐속, 긴꼬리자이언트쥐속, 흰배쥐속, 폴린석회암쥐속, 오히야쥐속, 다오반티엔석회암쥐속 \| \| \| 민도로나무타기쥐속, 페아나무쥐속, 밀러드쥐속, 긴꼬리자이언트쥐속, 흰배쥐속, 폴린석회암쥐속, 오히야쥐속, 다오반티엔석회암쥐속 \| \| 시궁쥐군 \| 루손넓은이빨쥐속, 반디쿠트쥐속, 흰이빨쥐속, 필리핀쥐속, 언덕쥐속, 류큐긴꼬리자이언트쥐속, 할마헤라쥐속, 소디나무쥐속, 코모도쥐속, 민다나오산악쥐속, 짧은꼬리반디쿠트쥐속, 스람쥐속, 팔라완부드러운털산악쥐속, 플로레스자이언트쥐속, 술라웨시자이언트쥐속, 플로레스긴코쥐속, 시궁쥐속, 자이언트순다쥐속, 셀레베스쥐속, 긴발쥐속, 루손짧은코쥐속 \| \| \| 루손넓은이빨쥐속, 반디쿠트쥐속, 흰이빨쥐속, 필리핀쥐속, 언덕쥐속, 류큐긴꼬리자이언트쥐속, 할마헤라쥐속, 소디나무쥐속, 코모도쥐속, 민다나오산악쥐속, 짧은꼬리반디쿠트쥐속, 스람쥐속, 팔라완부드러운털산악쥐속, 플로레스자이언트쥐속, 술라웨시자이언트쥐속, 플로레스긴코쥐속, 시궁쥐속, 자이언트순다쥐속, 셀레베스쥐속, 긴발쥐속, 루손짧은코쥐속 \| |
|                  | |
| 밀러드쥐군       | 민도로나무타기쥐속, 페아나무쥐속, 밀러드쥐속, 긴꼬리자이언트쥐속, 흰배쥐속, 폴린석회암쥐속, 오히야쥐속, 다오반티엔석회암쥐속 |
|                  | 민도로나무타기쥐속, 페아나무쥐속, 밀러드쥐속, 긴꼬리자이언트쥐속, 흰배쥐속, 폴린석회암쥐속, 오히야쥐속, 다오반티엔석회암쥐속 |
| 시궁쥐군         | 루손넓은이빨쥐속, 반디쿠트쥐속, 흰이빨쥐속, 필리핀쥐속, 언덕쥐속, 류큐긴꼬리자이언트쥐속, 할마헤라쥐속, 소디나무쥐속, 코모도쥐속, 민다나오산악쥐속, 짧은꼬리반디쿠트쥐속, 스람쥐속, 팔라완부드러운털산악쥐속, 플로레스자이언트쥐속, 술라웨시자이언트쥐속, 플로레스긴코쥐속, 시궁쥐속, 자이언트순다쥐속, 셀레베스쥐속, 긴발쥐속, 루손짧은코쥐속 |
|                  | 루손넓은이빨쥐속, 반디쿠트쥐속, 흰이빨쥐속, 필리핀쥐속, 언덕쥐속, 류큐긴꼬리자이언트쥐속, 할마헤라쥐속, 소디나무쥐속, 코모도쥐속, 민다나오산악쥐속, 짧은꼬리반디쿠트쥐속, 스람쥐속, 팔라완부드러운털산악쥐속, 플로레스자이언트쥐속, 술라웨시자이언트쥐속, 플로레스긴코쥐속, 시궁쥐속, 자이언트순다쥐속, 셀레베스쥐속, 긴발쥐속, 루손짧은코쥐속 |

| 밀러드쥐군 | 민도로나무타기쥐속, 페아나무쥐속, 밀러드쥐속, 긴꼬리자이언트쥐속, 흰배쥐속, 폴린석회암쥐속, 오히야쥐속, 다오반티엔석회암쥐속 |
|            | 민도로나무타기쥐속, 페아나무쥐속, 밀러드쥐속, 긴꼬리자이언트쥐속, 흰배쥐속, 폴린석회암쥐속, 오히야쥐속, 다오반티엔석회암쥐속 |
| 시궁쥐군   | 루손넓은이빨쥐속, 반디쿠트쥐속, 흰이빨쥐속, 필리핀쥐속, 언덕쥐속, 류큐긴꼬리자이언트쥐속, 할마헤라쥐속, 소디나무쥐속, 코모도쥐속, 민다나오산악쥐속, 짧은꼬리반디쿠트쥐속, 스람쥐속, 팔라완부드러운털산악쥐속, 플로레스자이언트쥐속, 술라웨시자이언트쥐속, 플로레스긴코쥐속, 시궁쥐속, 자이언트순다쥐속, 셀레베스쥐속, 긴발쥐속, 루손짧은코쥐속 |
|            | 루손넓은이빨쥐속, 반디쿠트쥐속, 흰이빨쥐속, 필리핀쥐속, 언덕쥐속, 류큐긴꼬리자이언트쥐속, 할마헤라쥐속, 소디나무쥐속, 코모도쥐속, 민다나오산악쥐속, 짧은꼬리반디쿠트쥐속, 스람쥐속, 팔라완부드러운털산악쥐속, 플로레스자이언트쥐속, 술라웨시자이언트쥐속, 플로레스긴코쥐속, 시궁쥐속, 자이언트순다쥐속, 셀레베스쥐속, 긴발쥐속, 루손짧은코쥐속 |

| 술라웨시가시쥐군 | 술라웨시가시쥐속, 가는뿌리쥐속, 술라웨시돼지코쥐속, 작은술라웨시땃쥐쥐속, 돼지코땃쥐쥐속, 서머술라웨시쥐속, 큰술라웨시땃쥐쥐속, 마마사물쥐속 |
|                  | 술라웨시가시쥐속, 가는뿌리쥐속, 술라웨시돼지코쥐속, 작은술라웨시땃쥐쥐속, 돼지코땃쥐쥐속, 서머술라웨시쥐속, 큰술라웨시땃쥐쥐속, 마마사물쥐속 |
|                  | \| 밀러드쥐군 \| 민도로나무타기쥐속, 페아나무쥐속, 밀러드쥐속, 긴꼬리자이언트쥐속, 흰배쥐속, 폴린석회암쥐속, 오히야쥐속, 다오반티엔석회암쥐속 \| \| \| 민도로나무타기쥐속, 페아나무쥐속, 밀러드쥐속, 긴꼬리자이언트쥐속, 흰배쥐속, 폴린석회암쥐속, 오히야쥐속, 다오반티엔석회암쥐속 \| \| 시궁쥐군 \| 루손넓은이빨쥐속, 반디쿠트쥐속, 흰이빨쥐속, 필리핀쥐속, 언덕쥐속, 류큐긴꼬리자이언트쥐속, 할마헤라쥐속, 소디나무쥐속, 코모도쥐속, 민다나오산악쥐속, 짧은꼬리반디쿠트쥐속, 스람쥐속, 팔라완부드러운털산악쥐속, 플로레스자이언트쥐속, 술라웨시자이언트쥐속, 플로레스긴코쥐속, 시궁쥐속, 자이언트순다쥐속, 셀레베스쥐속, 긴발쥐속, 루손짧은코쥐속 \| \| \| 루손넓은이빨쥐속, 반디쿠트쥐속, 흰이빨쥐속, 필리핀쥐속, 언덕쥐속, 류큐긴꼬리자이언트쥐속, 할마헤라쥐속, 소디나무쥐속, 코모도쥐속, 민다나오산악쥐속, 짧은꼬리반디쿠트쥐속, 스람쥐속, 팔라완부드러운털산악쥐속, 플로레스자이언트쥐속, 술라웨시자이언트쥐속, 플로레스긴코쥐속, 시궁쥐속, 자이언트순다쥐속, 셀레베스쥐속, 긴발쥐속, 루손짧은코쥐속 \| |
|                  | |
| 밀러드쥐군       | 민도로나무타기쥐속, 페아나무쥐속, 밀러드쥐속, 긴꼬리자이언트쥐속, 흰배쥐속, 폴린석회암쥐속, 오히야쥐속, 다오반티엔석회암쥐속 |
|                  | 민도로나무타기쥐속, 페아나무쥐속, 밀러드쥐속, 긴꼬리자이언트쥐속, 흰배쥐속, 폴린석회암쥐속, 오히야쥐속, 다오반티엔석회암쥐속 |
| 시궁쥐군         | 루손넓은이빨쥐속, 반디쿠트쥐속, 흰이빨쥐속, 필리핀쥐속, 언덕쥐속, 류큐긴꼬리자이언트쥐속, 할마헤라쥐속, 소디나무쥐속, 코모도쥐속, 민다나오산악쥐속, 짧은꼬리반디쿠트쥐속, 스람쥐속, 팔라완부드러운털산악쥐속, 플로레스자이언트쥐속, 술라웨시자이언트쥐속, 플로레스긴코쥐속, 시궁쥐속, 자이언트순다쥐속, 셀레베스쥐속, 긴발쥐속, 루손짧은코쥐속 |
|                  | 루손넓은이빨쥐속, 반디쿠트쥐속, 흰이빨쥐속, 필리핀쥐속, 언덕쥐속, 류큐긴꼬리자이언트쥐속, 할마헤라쥐속, 소디나무쥐속, 코모도쥐속, 민다나오산악쥐속, 짧은꼬리반디쿠트쥐속, 스람쥐속, 팔라완부드러운털산악쥐속, 플로레스자이언트쥐속, 술라웨시자이언트쥐속, 플로레스긴코쥐속, 시궁쥐속, 자이언트순다쥐속, 셀레베스쥐속, 긴발쥐속, 루손짧은코쥐속 |

| 밀러드쥐군 | 민도로나무타기쥐속, 페아나무쥐속, 밀러드쥐속, 긴꼬리자이언트쥐속, 흰배쥐속, 폴린석회암쥐속, 오히야쥐속, 다오반티엔석회암쥐속 |
|            | 민도로나무타기쥐속, 페아나무쥐속, 밀러드쥐속, 긴꼬리자이언트쥐속, 흰배쥐속, 폴린석회암쥐속, 오히야쥐속, 다오반티엔석회암쥐속 |
| 시궁쥐군   | 루손넓은이빨쥐속, 반디쿠트쥐속, 흰이빨쥐속, 필리핀쥐속, 언덕쥐속, 류큐긴꼬리자이언트쥐속, 할마헤라쥐속, 소디나무쥐속, 코모도쥐속, 민다나오산악쥐속, 짧은꼬리반디쿠트쥐속, 스람쥐속, 팔라완부드러운털산악쥐속, 플로레스자이언트쥐속, 술라웨시자이언트쥐속, 플로레스긴코쥐속, 시궁쥐속, 자이언트순다쥐속, 셀레베스쥐속, 긴발쥐속, 루손짧은코쥐속 |
|            | 루손넓은이빨쥐속, 반디쿠트쥐속, 흰이빨쥐속, 필리핀쥐속, 언덕쥐속, 류큐긴꼬리자이언트쥐속, 할마헤라쥐속, 소디나무쥐속, 코모도쥐속, 민다나오산악쥐속, 짧은꼬리반디쿠트쥐속, 스람쥐속, 팔라완부드러운털산악쥐속, 플로레스자이언트쥐속, 술라웨시자이언트쥐속, 플로레스긴코쥐속, 시궁쥐속, 자이언트순다쥐속, 셀레베스쥐속, 긴발쥐속, 루손짧은코쥐속 |

| 술라웨시가시쥐군 | 술라웨시가시쥐속, 가는뿌리쥐속, 술라웨시돼지코쥐속, 작은술라웨시땃쥐쥐속, 돼지코땃쥐쥐속, 서머술라웨시쥐속, 큰술라웨시땃쥐쥐속, 마마사물쥐속 |
|                  | 술라웨시가시쥐속, 가는뿌리쥐속, 술라웨시돼지코쥐속, 작은술라웨시땃쥐쥐속, 돼지코땃쥐쥐속, 서머술라웨시쥐속, 큰술라웨시땃쥐쥐속, 마마사물쥐속 |
|                  | \| 밀러드쥐군 \| 민도로나무타기쥐속, 페아나무쥐속, 밀러드쥐속, 긴꼬리자이언트쥐속, 흰배쥐속, 폴린석회암쥐속, 오히야쥐속, 다오반티엔석회암쥐속 \| \| \| 민도로나무타기쥐속, 페아나무쥐속, 밀러드쥐속, 긴꼬리자이언트쥐속, 흰배쥐속, 폴린석회암쥐속, 오히야쥐속, 다오반티엔석회암쥐속 \| \| 시궁쥐군 \| 루손넓은이빨쥐속, 반디쿠트쥐속, 흰이빨쥐속, 필리핀쥐속, 언덕쥐속, 류큐긴꼬리자이언트쥐속, 할마헤라쥐속, 소디나무쥐속, 코모도쥐속, 민다나오산악쥐속, 짧은꼬리반디쿠트쥐속, 스람쥐속, 팔라완부드러운털산악쥐속, 플로레스자이언트쥐속, 술라웨시자이언트쥐속, 플로레스긴코쥐속, 시궁쥐속, 자이언트순다쥐속, 셀레베스쥐속, 긴발쥐속, 루손짧은코쥐속 \| \| \| 루손넓은이빨쥐속, 반디쿠트쥐속, 흰이빨쥐속, 필리핀쥐속, 언덕쥐속, 류큐긴꼬리자이언트쥐속, 할마헤라쥐속, 소디나무쥐속, 코모도쥐속, 민다나오산악쥐속, 짧은꼬리반디쿠트쥐속, 스람쥐속, 팔라완부드러운털산악쥐속, 플로레스자이언트쥐속, 술라웨시자이언트쥐속, 플로레스긴코쥐속, 시궁쥐속, 자이언트순다쥐속, 셀레베스쥐속, 긴발쥐속, 루손짧은코쥐속 \| |
|                  | |
| 밀러드쥐군       | 민도로나무타기쥐속, 페아나무쥐속, 밀러드쥐속, 긴꼬리자이언트쥐속, 흰배쥐속, 폴린석회암쥐속, 오히야쥐속, 다오반티엔석회암쥐속 |
|                  | 민도로나무타기쥐속, 페아나무쥐속, 밀러드쥐속, 긴꼬리자이언트쥐속, 흰배쥐속, 폴린석회암쥐속, 오히야쥐속, 다오반티엔석회암쥐속 |
| 시궁쥐군         | 루손넓은이빨쥐속, 반디쿠트쥐속, 흰이빨쥐속, 필리핀쥐속, 언덕쥐속, 류큐긴꼬리자이언트쥐속, 할마헤라쥐속, 소디나무쥐속, 코모도쥐속, 민다나오산악쥐속, 짧은꼬리반디쿠트쥐속, 스람쥐속, 팔라완부드러운털산악쥐속, 플로레스자이언트쥐속, 술라웨시자이언트쥐속, 플로레스긴코쥐속, 시궁쥐속, 자이언트순다쥐속, 셀레베스쥐속, 긴발쥐속, 루손짧은코쥐속 |
|                  | 루손넓은이빨쥐속, 반디쿠트쥐속, 흰이빨쥐속, 필리핀쥐속, 언덕쥐속, 류큐긴꼬리자이언트쥐속, 할마헤라쥐속, 소디나무쥐속, 코모도쥐속, 민다나오산악쥐속, 짧은꼬리반디쿠트쥐속, 스람쥐속, 팔라완부드러운털산악쥐속, 플로레스자이언트쥐속, 술라웨시자이언트쥐속, 플로레스긴코쥐속, 시궁쥐속, 자이언트순다쥐속, 셀레베스쥐속, 긴발쥐속, 루손짧은코쥐속 |

| 밀러드쥐군 | 민도로나무타기쥐속, 페아나무쥐속, 밀러드쥐속, 긴꼬리자이언트쥐속, 흰배쥐속, 폴린석회암쥐속, 오히야쥐속, 다오반티엔석회암쥐속 |
|            | 민도로나무타기쥐속, 페아나무쥐속, 밀러드쥐속, 긴꼬리자이언트쥐속, 흰배쥐속, 폴린석회암쥐속, 오히야쥐속, 다오반티엔석회암쥐속 |
| 시궁쥐군   | 루손넓은이빨쥐속, 반디쿠트쥐속, 흰이빨쥐속, 필리핀쥐속, 언덕쥐속, 류큐긴꼬리자이언트쥐속, 할마헤라쥐속, 소디나무쥐속, 코모도쥐속, 민다나오산악쥐속, 짧은꼬리반디쿠트쥐속, 스람쥐속, 팔라완부드러운털산악쥐속, 플로레스자이언트쥐속, 술라웨시자이언트쥐속, 플로레스긴코쥐속, 시궁쥐속, 자이언트순다쥐속, 셀레베스쥐속, 긴발쥐속, 루손짧은코쥐속 |
|            | 루손넓은이빨쥐속, 반디쿠트쥐속, 흰이빨쥐속, 필리핀쥐속, 언덕쥐속, 류큐긴꼬리자이언트쥐속, 할마헤라쥐속, 소디나무쥐속, 코모도쥐속, 민다나오산악쥐속, 짧은꼬리반디쿠트쥐속, 스람쥐속, 팔라완부드러운털산악쥐속, 플로레스자이언트쥐속, 술라웨시자이언트쥐속, 플로레스긴코쥐속, 시궁쥐속, 자이언트순다쥐속, 셀레베스쥐속, 긴발쥐속, 루손짧은코쥐속 |

| 술라웨시가시쥐군 | 술라웨시가시쥐속, 가는뿌리쥐속, 술라웨시돼지코쥐속, 작은술라웨시땃쥐쥐속, 돼지코땃쥐쥐속, 서머술라웨시쥐속, 큰술라웨시땃쥐쥐속, 마마사물쥐속 |
|                  | 술라웨시가시쥐속, 가는뿌리쥐속, 술라웨시돼지코쥐속, 작은술라웨시땃쥐쥐속, 돼지코땃쥐쥐속, 서머술라웨시쥐속, 큰술라웨시땃쥐쥐속, 마마사물쥐속 |
|                  | \| 밀러드쥐군 \| 민도로나무타기쥐속, 페아나무쥐속, 밀러드쥐속, 긴꼬리자이언트쥐속, 흰배쥐속, 폴린석회암쥐속, 오히야쥐속, 다오반티엔석회암쥐속 \| \| \| 민도로나무타기쥐속, 페아나무쥐속, 밀러드쥐속, 긴꼬리자이언트쥐속, 흰배쥐속, 폴린석회암쥐속, 오히야쥐속, 다오반티엔석회암쥐속 \| \| 시궁쥐군 \| 루손넓은이빨쥐속, 반디쿠트쥐속, 흰이빨쥐속, 필리핀쥐속, 언덕쥐속, 류큐긴꼬리자이언트쥐속, 할마헤라쥐속, 소디나무쥐속, 코모도쥐속, 민다나오산악쥐속, 짧은꼬리반디쿠트쥐속, 스람쥐속, 팔라완부드러운털산악쥐속, 플로레스자이언트쥐속, 술라웨시자이언트쥐속, 플로레스긴코쥐속, 시궁쥐속, 자이언트순다쥐속, 셀레베스쥐속, 긴발쥐속, 루손짧은코쥐속 \| \| \| 루손넓은이빨쥐속, 반디쿠트쥐속, 흰이빨쥐속, 필리핀쥐속, 언덕쥐속, 류큐긴꼬리자이언트쥐속, 할마헤라쥐속, 소디나무쥐속, 코모도쥐속, 민다나오산악쥐속, 짧은꼬리반디쿠트쥐속, 스람쥐속, 팔라완부드러운털산악쥐속, 플로레스자이언트쥐속, 술라웨시자이언트쥐속, 플로레스긴코쥐속, 시궁쥐속, 자이언트순다쥐속, 셀레베스쥐속, 긴발쥐속, 루손짧은코쥐속 \| |
|                  | |
| 밀러드쥐군       | 민도로나무타기쥐속, 페아나무쥐속, 밀러드쥐속, 긴꼬리자이언트쥐속, 흰배쥐속, 폴린석회암쥐속, 오히야쥐속, 다오반티엔석회암쥐속 |
|                  | 민도로나무타기쥐속, 페아나무쥐속, 밀러드쥐속, 긴꼬리자이언트쥐속, 흰배쥐속, 폴린석회암쥐속, 오히야쥐속, 다오반티엔석회암쥐속 |
| 시궁쥐군         | 루손넓은이빨쥐속, 반디쿠트쥐속, 흰이빨쥐속, 필리핀쥐속, 언덕쥐속, 류큐긴꼬리자이언트쥐속, 할마헤라쥐속, 소디나무쥐속, 코모도쥐속, 민다나오산악쥐속, 짧은꼬리반디쿠트쥐속, 스람쥐속, 팔라완부드러운털산악쥐속, 플로레스자이언트쥐속, 술라웨시자이언트쥐속, 플로레스긴코쥐속, 시궁쥐속, 자이언트순다쥐속, 셀레베스쥐속, 긴발쥐속, 루손짧은코쥐속 |
|                  | 루손넓은이빨쥐속, 반디쿠트쥐속, 흰이빨쥐속, 필리핀쥐속, 언덕쥐속, 류큐긴꼬리자이언트쥐속, 할마헤라쥐속, 소디나무쥐속, 코모도쥐속, 민다나오산악쥐속, 짧은꼬리반디쿠트쥐속, 스람쥐속, 팔라완부드러운털산악쥐속, 플로레스자이언트쥐속, 술라웨시자이언트쥐속, 플로레스긴코쥐속, 시궁쥐속, 자이언트순다쥐속, 셀레베스쥐속, 긴발쥐속, 루손짧은코쥐속 |

| 밀러드쥐군 | 민도로나무타기쥐속, 페아나무쥐속, 밀러드쥐속, 긴꼬리자이언트쥐속, 흰배쥐속, 폴린석회암쥐속, 오히야쥐속, 다오반티엔석회암쥐속 |
|            | 민도로나무타기쥐속, 페아나무쥐속, 밀러드쥐속, 긴꼬리자이언트쥐속, 흰배쥐속, 폴린석회암쥐속, 오히야쥐속, 다오반티엔석회암쥐속 |
| 시궁쥐군   | 루손넓은이빨쥐속, 반디쿠트쥐속, 흰이빨쥐속, 필리핀쥐속, 언덕쥐속, 류큐긴꼬리자이언트쥐속, 할마헤라쥐속, 소디나무쥐속, 코모도쥐속, 민다나오산악쥐속, 짧은꼬리반디쿠트쥐속, 스람쥐속, 팔라완부드러운털산악쥐속, 플로레스자이언트쥐속, 술라웨시자이언트쥐속, 플로레스긴코쥐속, 시궁쥐속, 자이언트순다쥐속, 셀레베스쥐속, 긴발쥐속, 루손짧은코쥐속 |
|            | 루손넓은이빨쥐속, 반디쿠트쥐속, 흰이빨쥐속, 필리핀쥐속, 언덕쥐속, 류큐긴꼬리자이언트쥐속, 할마헤라쥐속, 소디나무쥐속, 코모도쥐속, 민다나오산악쥐속, 짧은꼬리반디쿠트쥐속, 스람쥐속, 팔라완부드러운털산악쥐속, 플로레스자이언트쥐속, 술라웨시자이언트쥐속, 플로레스긴코쥐속, 시궁쥐속, 자이언트순다쥐속, 셀레베스쥐속, 긴발쥐속, 루손짧은코쥐속 |

|                        | 쥐족(에티오피아등줄쥐속, 생쥐속) |
|                        | |
| 프라오미스족           | \| 아프리카물쥐군 \| 아프리카물쥐속, 에티오피아물쥐속, 넓은머리쥐속 \| \| \| 아프리카물쥐속, 에티오피아물쥐속, 넓은머리쥐속 \| \| 에티오피아좁은머리쥐군 \| 아프리카검은쥐속, 아프리카숲쥐속, 다유방쥐속, 베록스쥐속, 프라오미스속, 에티오피아좁은머리쥐속 \| \| \| 아프리카검은쥐속, 아프리카숲쥐속, 다유방쥐속, 베록스쥐속, 프라오미스속, 에티오피아좁은머리쥐속 \| |
|                        | \| 아프리카물쥐군 \| 아프리카물쥐속, 에티오피아물쥐속, 넓은머리쥐속 \| \| \| 아프리카물쥐속, 에티오피아물쥐속, 넓은머리쥐속 \| \| 에티오피아좁은머리쥐군 \| 아프리카검은쥐속, 아프리카숲쥐속, 다유방쥐속, 베록스쥐속, 프라오미스속, 에티오피아좁은머리쥐속 \| \| \| 아프리카검은쥐속, 아프리카숲쥐속, 다유방쥐속, 베록스쥐속, 프라오미스속, 에티오피아좁은머리쥐속 \| |
| 아프리카물쥐군         | 아프리카물쥐속, 에티오피아물쥐속, 넓은머리쥐속 |
|                        | 아프리카물쥐속, 에티오피아물쥐속, 넓은머리쥐속 |
| 에티오피아좁은머리쥐군 | 아프리카검은쥐속, 아프리카숲쥐속, 다유방쥐속, 베록스쥐속, 프라오미스속, 에티오피아좁은머리쥐속 |
|                        | 아프리카검은쥐속, 아프리카숲쥐속, 다유방쥐속, 베록스쥐속, 프라오미스속, 에티오피아좁은머리쥐속 |

| 아프리카물쥐군         | 아프리카물쥐속, 에티오피아물쥐속, 넓은머리쥐속                                                 |
|                        | 아프리카물쥐속, 에티오피아물쥐속, 넓은머리쥐속                                                 |
| 에티오피아좁은머리쥐군 | 아프리카검은쥐속, 아프리카숲쥐속, 다유방쥐속, 베록스쥐속, 프라오미스속, 에티오피아좁은머리쥐속 |
|                        | 아프리카검은쥐속, 아프리카숲쥐속, 다유방쥐속, 베록스쥐속, 프라오미스속, 에티오피아좁은머리쥐속 |

|          | 큰귀습지쥐족           |
|          |                        |
| 붉은쥐족 | 붉은쥐속, 류큐가시쥐속 |
|          | 붉은쥐속, 류큐가시쥐속 |

|                        | 쥐족(에티오피아등줄쥐속, 생쥐속) |
|                        | |
| 프라오미스족           | \| 아프리카물쥐군 \| 아프리카물쥐속, 에티오피아물쥐속, 넓은머리쥐속 \| \| \| 아프리카물쥐속, 에티오피아물쥐속, 넓은머리쥐속 \| \| 에티오피아좁은머리쥐군 \| 아프리카검은쥐속, 아프리카숲쥐속, 다유방쥐속, 베록스쥐속, 프라오미스속, 에티오피아좁은머리쥐속 \| \| \| 아프리카검은쥐속, 아프리카숲쥐속, 다유방쥐속, 베록스쥐속, 프라오미스속, 에티오피아좁은머리쥐속 \| |
|                        | \| 아프리카물쥐군 \| 아프리카물쥐속, 에티오피아물쥐속, 넓은머리쥐속 \| \| \| 아프리카물쥐속, 에티오피아물쥐속, 넓은머리쥐속 \| \| 에티오피아좁은머리쥐군 \| 아프리카검은쥐속, 아프리카숲쥐속, 다유방쥐속, 베록스쥐속, 프라오미스속, 에티오피아좁은머리쥐속 \| \| \| 아프리카검은쥐속, 아프리카숲쥐속, 다유방쥐속, 베록스쥐속, 프라오미스속, 에티오피아좁은머리쥐속 \| |
| 아프리카물쥐군         | 아프리카물쥐속, 에티오피아물쥐속, 넓은머리쥐속 |
|                        | 아프리카물쥐속, 에티오피아물쥐속, 넓은머리쥐속 |
| 에티오피아좁은머리쥐군 | 아프리카검은쥐속, 아프리카숲쥐속, 다유방쥐속, 베록스쥐속, 프라오미스속, 에티오피아좁은머리쥐속 |
|                        | 아프리카검은쥐속, 아프리카숲쥐속, 다유방쥐속, 베록스쥐속, 프라오미스속, 에티오피아좁은머리쥐속 |

| 아프리카물쥐군         | 아프리카물쥐속, 에티오피아물쥐속, 넓은머리쥐속                                                 |
|                        | 아프리카물쥐속, 에티오피아물쥐속, 넓은머리쥐속                                                 |
| 에티오피아좁은머리쥐군 | 아프리카검은쥐속, 아프리카숲쥐속, 다유방쥐속, 베록스쥐속, 프라오미스속, 에티오피아좁은머리쥐속 |
|                        | 아프리카검은쥐속, 아프리카숲쥐속, 다유방쥐속, 베록스쥐속, 프라오미스속, 에티오피아좁은머리쥐속 |

|          | 큰귀습지쥐족           |
|          |                        |
| 붉은쥐족 | 붉은쥐속, 류큐가시쥐속 |
|          | 붉은쥐속, 류큐가시쥐속 |

| 밀라르디아족 | 인도바위쥐속, 크럼프쥐속, 블랜포드쥐속, 밀라르디아속                                                                    |
|              | 인도바위쥐속, 크럼프쥐속, 블랜포드쥐속, 밀라르디아속                                                                    |
|              | \| \| 아프리카플라이쥐족(아프리카카루쥐속, 아프리카플라이쥐속, 휘파람쥐속) \| \| \| \| \| \| 아르비칸티스족 \| \| \| \| |
|              | |
|              | 아프리카플라이쥐족(아프리카카루쥐속, 아프리카플라이쥐속, 휘파람쥐속)                                                    |
|              | |
|              | 아르비칸티스족 |
|              | |

|  | 아프리카플라이쥐족(아프리카카루쥐속, 아프리카플라이쥐속, 휘파람쥐속) |
|  |                                                                      |
|  | 아르비칸티스족                                                       |
|  |                                                                      |

|                        | 쥐족(에티오피아등줄쥐속, 생쥐속) |
|                        | |
| 프라오미스족           | \| 아프리카물쥐군 \| 아프리카물쥐속, 에티오피아물쥐속, 넓은머리쥐속 \| \| \| 아프리카물쥐속, 에티오피아물쥐속, 넓은머리쥐속 \| \| 에티오피아좁은머리쥐군 \| 아프리카검은쥐속, 아프리카숲쥐속, 다유방쥐속, 베록스쥐속, 프라오미스속, 에티오피아좁은머리쥐속 \| \| \| 아프리카검은쥐속, 아프리카숲쥐속, 다유방쥐속, 베록스쥐속, 프라오미스속, 에티오피아좁은머리쥐속 \| |
|                        | \| 아프리카물쥐군 \| 아프리카물쥐속, 에티오피아물쥐속, 넓은머리쥐속 \| \| \| 아프리카물쥐속, 에티오피아물쥐속, 넓은머리쥐속 \| \| 에티오피아좁은머리쥐군 \| 아프리카검은쥐속, 아프리카숲쥐속, 다유방쥐속, 베록스쥐속, 프라오미스속, 에티오피아좁은머리쥐속 \| \| \| 아프리카검은쥐속, 아프리카숲쥐속, 다유방쥐속, 베록스쥐속, 프라오미스속, 에티오피아좁은머리쥐속 \| |
| 아프리카물쥐군         | 아프리카물쥐속, 에티오피아물쥐속, 넓은머리쥐속 |
|                        | 아프리카물쥐속, 에티오피아물쥐속, 넓은머리쥐속 |
| 에티오피아좁은머리쥐군 | 아프리카검은쥐속, 아프리카숲쥐속, 다유방쥐속, 베록스쥐속, 프라오미스속, 에티오피아좁은머리쥐속 |
|                        | 아프리카검은쥐속, 아프리카숲쥐속, 다유방쥐속, 베록스쥐속, 프라오미스속, 에티오피아좁은머리쥐속 |

| 아프리카물쥐군         | 아프리카물쥐속, 에티오피아물쥐속, 넓은머리쥐속                                                 |
|                        | 아프리카물쥐속, 에티오피아물쥐속, 넓은머리쥐속                                                 |
| 에티오피아좁은머리쥐군 | 아프리카검은쥐속, 아프리카숲쥐속, 다유방쥐속, 베록스쥐속, 프라오미스속, 에티오피아좁은머리쥐속 |
|                        | 아프리카검은쥐속, 아프리카숲쥐속, 다유방쥐속, 베록스쥐속, 프라오미스속, 에티오피아좁은머리쥐속 |

|          | 큰귀습지쥐족           |
|          |                        |
| 붉은쥐족 | 붉은쥐속, 류큐가시쥐속 |
|          | 붉은쥐속, 류큐가시쥐속 |

|                        | 쥐족(에티오피아등줄쥐속, 생쥐속) |
|                        | |
| 프라오미스족           | \| 아프리카물쥐군 \| 아프리카물쥐속, 에티오피아물쥐속, 넓은머리쥐속 \| \| \| 아프리카물쥐속, 에티오피아물쥐속, 넓은머리쥐속 \| \| 에티오피아좁은머리쥐군 \| 아프리카검은쥐속, 아프리카숲쥐속, 다유방쥐속, 베록스쥐속, 프라오미스속, 에티오피아좁은머리쥐속 \| \| \| 아프리카검은쥐속, 아프리카숲쥐속, 다유방쥐속, 베록스쥐속, 프라오미스속, 에티오피아좁은머리쥐속 \| |
|                        | \| 아프리카물쥐군 \| 아프리카물쥐속, 에티오피아물쥐속, 넓은머리쥐속 \| \| \| 아프리카물쥐속, 에티오피아물쥐속, 넓은머리쥐속 \| \| 에티오피아좁은머리쥐군 \| 아프리카검은쥐속, 아프리카숲쥐속, 다유방쥐속, 베록스쥐속, 프라오미스속, 에티오피아좁은머리쥐속 \| \| \| 아프리카검은쥐속, 아프리카숲쥐속, 다유방쥐속, 베록스쥐속, 프라오미스속, 에티오피아좁은머리쥐속 \| |
| 아프리카물쥐군         | 아프리카물쥐속, 에티오피아물쥐속, 넓은머리쥐속 |
|                        | 아프리카물쥐속, 에티오피아물쥐속, 넓은머리쥐속 |
| 에티오피아좁은머리쥐군 | 아프리카검은쥐속, 아프리카숲쥐속, 다유방쥐속, 베록스쥐속, 프라오미스속, 에티오피아좁은머리쥐속 |
|                        | 아프리카검은쥐속, 아프리카숲쥐속, 다유방쥐속, 베록스쥐속, 프라오미스속, 에티오피아좁은머리쥐속 |

| 아프리카물쥐군         | 아프리카물쥐속, 에티오피아물쥐속, 넓은머리쥐속                                                 |
|                        | 아프리카물쥐속, 에티오피아물쥐속, 넓은머리쥐속                                                 |
| 에티오피아좁은머리쥐군 | 아프리카검은쥐속, 아프리카숲쥐속, 다유방쥐속, 베록스쥐속, 프라오미스속, 에티오피아좁은머리쥐속 |
|                        | 아프리카검은쥐속, 아프리카숲쥐속, 다유방쥐속, 베록스쥐속, 프라오미스속, 에티오피아좁은머리쥐속 |

|          | 큰귀습지쥐족           |
|          |                        |
| 붉은쥐족 | 붉은쥐속, 류큐가시쥐속 |
|          | 붉은쥐속, 류큐가시쥐속 |

| 밀라르디아족 | 인도바위쥐속, 크럼프쥐속, 블랜포드쥐속, 밀라르디아속                                                                    |
|              | 인도바위쥐속, 크럼프쥐속, 블랜포드쥐속, 밀라르디아속                                                                    |
|              | \| \| 아프리카플라이쥐족(아프리카카루쥐속, 아프리카플라이쥐속, 휘파람쥐속) \| \| \| \| \| \| 아르비칸티스족 \| \| \| \| |
|              | |
|              | 아프리카플라이쥐족(아프리카카루쥐속, 아프리카플라이쥐속, 휘파람쥐속)                                                    |
|              | |
|              | 아르비칸티스족 |
|              | |

|  | 아프리카플라이쥐족(아프리카카루쥐속, 아프리카플라이쥐속, 휘파람쥐속) |
|  |                                                                      |
|  | 아르비칸티스족                                                       |
|  |                                                                      |

|                        | 쥐족(에티오피아등줄쥐속, 생쥐속) |
|                        | |
| 프라오미스족           | \| 아프리카물쥐군 \| 아프리카물쥐속, 에티오피아물쥐속, 넓은머리쥐속 \| \| \| 아프리카물쥐속, 에티오피아물쥐속, 넓은머리쥐속 \| \| 에티오피아좁은머리쥐군 \| 아프리카검은쥐속, 아프리카숲쥐속, 다유방쥐속, 베록스쥐속, 프라오미스속, 에티오피아좁은머리쥐속 \| \| \| 아프리카검은쥐속, 아프리카숲쥐속, 다유방쥐속, 베록스쥐속, 프라오미스속, 에티오피아좁은머리쥐속 \| |
|                        | \| 아프리카물쥐군 \| 아프리카물쥐속, 에티오피아물쥐속, 넓은머리쥐속 \| \| \| 아프리카물쥐속, 에티오피아물쥐속, 넓은머리쥐속 \| \| 에티오피아좁은머리쥐군 \| 아프리카검은쥐속, 아프리카숲쥐속, 다유방쥐속, 베록스쥐속, 프라오미스속, 에티오피아좁은머리쥐속 \| \| \| 아프리카검은쥐속, 아프리카숲쥐속, 다유방쥐속, 베록스쥐속, 프라오미스속, 에티오피아좁은머리쥐속 \| |
| 아프리카물쥐군         | 아프리카물쥐속, 에티오피아물쥐속, 넓은머리쥐속 |
|                        | 아프리카물쥐속, 에티오피아물쥐속, 넓은머리쥐속 |
| 에티오피아좁은머리쥐군 | 아프리카검은쥐속, 아프리카숲쥐속, 다유방쥐속, 베록스쥐속, 프라오미스속, 에티오피아좁은머리쥐속 |
|                        | 아프리카검은쥐속, 아프리카숲쥐속, 다유방쥐속, 베록스쥐속, 프라오미스속, 에티오피아좁은머리쥐속 |

| 아프리카물쥐군         | 아프리카물쥐속, 에티오피아물쥐속, 넓은머리쥐속                                                 |
|                        | 아프리카물쥐속, 에티오피아물쥐속, 넓은머리쥐속                                                 |
| 에티오피아좁은머리쥐군 | 아프리카검은쥐속, 아프리카숲쥐속, 다유방쥐속, 베록스쥐속, 프라오미스속, 에티오피아좁은머리쥐속 |
|                        | 아프리카검은쥐속, 아프리카숲쥐속, 다유방쥐속, 베록스쥐속, 프라오미스속, 에티오피아좁은머리쥐속 |

|          | 큰귀습지쥐족           |
|          |                        |
| 붉은쥐족 | 붉은쥐속, 류큐가시쥐속 |
|          | 붉은쥐속, 류큐가시쥐속 |

|                        | 쥐족(에티오피아등줄쥐속, 생쥐속) |
|                        | |
| 프라오미스족           | \| 아프리카물쥐군 \| 아프리카물쥐속, 에티오피아물쥐속, 넓은머리쥐속 \| \| \| 아프리카물쥐속, 에티오피아물쥐속, 넓은머리쥐속 \| \| 에티오피아좁은머리쥐군 \| 아프리카검은쥐속, 아프리카숲쥐속, 다유방쥐속, 베록스쥐속, 프라오미스속, 에티오피아좁은머리쥐속 \| \| \| 아프리카검은쥐속, 아프리카숲쥐속, 다유방쥐속, 베록스쥐속, 프라오미스속, 에티오피아좁은머리쥐속 \| |
|                        | \| 아프리카물쥐군 \| 아프리카물쥐속, 에티오피아물쥐속, 넓은머리쥐속 \| \| \| 아프리카물쥐속, 에티오피아물쥐속, 넓은머리쥐속 \| \| 에티오피아좁은머리쥐군 \| 아프리카검은쥐속, 아프리카숲쥐속, 다유방쥐속, 베록스쥐속, 프라오미스속, 에티오피아좁은머리쥐속 \| \| \| 아프리카검은쥐속, 아프리카숲쥐속, 다유방쥐속, 베록스쥐속, 프라오미스속, 에티오피아좁은머리쥐속 \| |
| 아프리카물쥐군         | 아프리카물쥐속, 에티오피아물쥐속, 넓은머리쥐속 |
|                        | 아프리카물쥐속, 에티오피아물쥐속, 넓은머리쥐속 |
| 에티오피아좁은머리쥐군 | 아프리카검은쥐속, 아프리카숲쥐속, 다유방쥐속, 베록스쥐속, 프라오미스속, 에티오피아좁은머리쥐속 |
|                        | 아프리카검은쥐속, 아프리카숲쥐속, 다유방쥐속, 베록스쥐속, 프라오미스속, 에티오피아좁은머리쥐속 |

| 아프리카물쥐군         | 아프리카물쥐속, 에티오피아물쥐속, 넓은머리쥐속                                                 |
|                        | 아프리카물쥐속, 에티오피아물쥐속, 넓은머리쥐속                                                 |
| 에티오피아좁은머리쥐군 | 아프리카검은쥐속, 아프리카숲쥐속, 다유방쥐속, 베록스쥐속, 프라오미스속, 에티오피아좁은머리쥐속 |
|                        | 아프리카검은쥐속, 아프리카숲쥐속, 다유방쥐속, 베록스쥐속, 프라오미스속, 에티오피아좁은머리쥐속 |

|          | 큰귀습지쥐족           |
|          |                        |
| 붉은쥐족 | 붉은쥐속, 류큐가시쥐속 |
|          | 붉은쥐속, 류큐가시쥐속 |

| 밀라르디아족 | 인도바위쥐속, 크럼프쥐속, 블랜포드쥐속, 밀라르디아속                                                                    |
|              | 인도바위쥐속, 크럼프쥐속, 블랜포드쥐속, 밀라르디아속                                                                    |
|              | \| \| 아프리카플라이쥐족(아프리카카루쥐속, 아프리카플라이쥐속, 휘파람쥐속) \| \| \| \| \| \| 아르비칸티스족 \| \| \| \| |
|              | |
|              | 아프리카플라이쥐족(아프리카카루쥐속, 아프리카플라이쥐속, 휘파람쥐속)                                                    |
|              | |
|              | 아르비칸티스족 |
|              | |

|  | 아프리카플라이쥐족(아프리카카루쥐속, 아프리카플라이쥐속, 휘파람쥐속) |
|  |                                                                      |
|  | 아르비칸티스족                                                       |
|  |                                                                      |

|                        | 쥐족(에티오피아등줄쥐속, 생쥐속) |
|                        | |
| 프라오미스족           | \| 아프리카물쥐군 \| 아프리카물쥐속, 에티오피아물쥐속, 넓은머리쥐속 \| \| \| 아프리카물쥐속, 에티오피아물쥐속, 넓은머리쥐속 \| \| 에티오피아좁은머리쥐군 \| 아프리카검은쥐속, 아프리카숲쥐속, 다유방쥐속, 베록스쥐속, 프라오미스속, 에티오피아좁은머리쥐속 \| \| \| 아프리카검은쥐속, 아프리카숲쥐속, 다유방쥐속, 베록스쥐속, 프라오미스속, 에티오피아좁은머리쥐속 \| |
|                        | \| 아프리카물쥐군 \| 아프리카물쥐속, 에티오피아물쥐속, 넓은머리쥐속 \| \| \| 아프리카물쥐속, 에티오피아물쥐속, 넓은머리쥐속 \| \| 에티오피아좁은머리쥐군 \| 아프리카검은쥐속, 아프리카숲쥐속, 다유방쥐속, 베록스쥐속, 프라오미스속, 에티오피아좁은머리쥐속 \| \| \| 아프리카검은쥐속, 아프리카숲쥐속, 다유방쥐속, 베록스쥐속, 프라오미스속, 에티오피아좁은머리쥐속 \| |
| 아프리카물쥐군         | 아프리카물쥐속, 에티오피아물쥐속, 넓은머리쥐속 |
|                        | 아프리카물쥐속, 에티오피아물쥐속, 넓은머리쥐속 |
| 에티오피아좁은머리쥐군 | 아프리카검은쥐속, 아프리카숲쥐속, 다유방쥐속, 베록스쥐속, 프라오미스속, 에티오피아좁은머리쥐속 |
|                        | 아프리카검은쥐속, 아프리카숲쥐속, 다유방쥐속, 베록스쥐속, 프라오미스속, 에티오피아좁은머리쥐속 |

| 아프리카물쥐군         | 아프리카물쥐속, 에티오피아물쥐속, 넓은머리쥐속                                                 |
|                        | 아프리카물쥐속, 에티오피아물쥐속, 넓은머리쥐속                                                 |
| 에티오피아좁은머리쥐군 | 아프리카검은쥐속, 아프리카숲쥐속, 다유방쥐속, 베록스쥐속, 프라오미스속, 에티오피아좁은머리쥐속 |
|                        | 아프리카검은쥐속, 아프리카숲쥐속, 다유방쥐속, 베록스쥐속, 프라오미스속, 에티오피아좁은머리쥐속 |

|          | 큰귀습지쥐족           |
|          |                        |
| 붉은쥐족 | 붉은쥐속, 류큐가시쥐속 |
|          | 붉은쥐속, 류큐가시쥐속 |

|                        | 쥐족(에티오피아등줄쥐속, 생쥐속) |
|                        | |
| 프라오미스족           | \| 아프리카물쥐군 \| 아프리카물쥐속, 에티오피아물쥐속, 넓은머리쥐속 \| \| \| 아프리카물쥐속, 에티오피아물쥐속, 넓은머리쥐속 \| \| 에티오피아좁은머리쥐군 \| 아프리카검은쥐속, 아프리카숲쥐속, 다유방쥐속, 베록스쥐속, 프라오미스속, 에티오피아좁은머리쥐속 \| \| \| 아프리카검은쥐속, 아프리카숲쥐속, 다유방쥐속, 베록스쥐속, 프라오미스속, 에티오피아좁은머리쥐속 \| |
|                        | \| 아프리카물쥐군 \| 아프리카물쥐속, 에티오피아물쥐속, 넓은머리쥐속 \| \| \| 아프리카물쥐속, 에티오피아물쥐속, 넓은머리쥐속 \| \| 에티오피아좁은머리쥐군 \| 아프리카검은쥐속, 아프리카숲쥐속, 다유방쥐속, 베록스쥐속, 프라오미스속, 에티오피아좁은머리쥐속 \| \| \| 아프리카검은쥐속, 아프리카숲쥐속, 다유방쥐속, 베록스쥐속, 프라오미스속, 에티오피아좁은머리쥐속 \| |
| 아프리카물쥐군         | 아프리카물쥐속, 에티오피아물쥐속, 넓은머리쥐속 |
|                        | 아프리카물쥐속, 에티오피아물쥐속, 넓은머리쥐속 |
| 에티오피아좁은머리쥐군 | 아프리카검은쥐속, 아프리카숲쥐속, 다유방쥐속, 베록스쥐속, 프라오미스속, 에티오피아좁은머리쥐속 |
|                        | 아프리카검은쥐속, 아프리카숲쥐속, 다유방쥐속, 베록스쥐속, 프라오미스속, 에티오피아좁은머리쥐속 |

| 아프리카물쥐군         | 아프리카물쥐속, 에티오피아물쥐속, 넓은머리쥐속                                                 |
|                        | 아프리카물쥐속, 에티오피아물쥐속, 넓은머리쥐속                                                 |
| 에티오피아좁은머리쥐군 | 아프리카검은쥐속, 아프리카숲쥐속, 다유방쥐속, 베록스쥐속, 프라오미스속, 에티오피아좁은머리쥐속 |
|                        | 아프리카검은쥐속, 아프리카숲쥐속, 다유방쥐속, 베록스쥐속, 프라오미스속, 에티오피아좁은머리쥐속 |

|          | 큰귀습지쥐족           |
|          |                        |
| 붉은쥐족 | 붉은쥐속, 류큐가시쥐속 |
|          | 붉은쥐속, 류큐가시쥐속 |

| 밀라르디아족 | 인도바위쥐속, 크럼프쥐속, 블랜포드쥐속, 밀라르디아속                                                                    |
|              | 인도바위쥐속, 크럼프쥐속, 블랜포드쥐속, 밀라르디아속                                                                    |
|              | \| \| 아프리카플라이쥐족(아프리카카루쥐속, 아프리카플라이쥐속, 휘파람쥐속) \| \| \| \| \| \| 아르비칸티스족 \| \| \| \| |
|              | |
|              | 아프리카플라이쥐족(아프리카카루쥐속, 아프리카플라이쥐속, 휘파람쥐속)                                                    |
|              | |
|              | 아르비칸티스족 |
|              | |

|  | 아프리카플라이쥐족(아프리카카루쥐속, 아프리카플라이쥐속, 휘파람쥐속) |
|  |                                                                      |
|  | 아르비칸티스족                                                       |
|  |                                                                      |